# Dassault Mirage F1
Il Dassault Mirage F1 è un caccia intercettore multiruolo di terza generazione (ovvero tra quelli apparsi negli anni sessanta-primi anni settanta), monomotore turbogetto dotato di ala a freccia, sviluppato dall'azienda francese Société des Avions Marcel Dassault alla fine degli anni sessanta.
Entrato in servizio nei primi anni settanta, il Mirage F1 venne realizzato in oltre 700 esemplari, la maggior parte dei quali esportati all'estero, e impiegato con successo in conflitti e guerre regionali da numerose forze aeree.

## Storia
L'F1 è noto anche come Mirage en flèche, "Miraggio a freccia" in francese, essendo il primo Mirage dotato di ala a freccia, primo e unico aereo bisonico (ovvero in grado di raggiungere (Mach 2) francese divenuto operativo con tale velatura alare.
La rinuncia alla configurazione a delta dei predecessori (che peraltro riapparirà, rielaborata, anche sui successori dell'F1) ne ha migliorato notevolmente le prestazioni di volo a quote e velocità medio-basse, mantenendo al tempo stesso una buona validità a quelle più elevate.
Nonostante questo, non ha avuto il successo e la fama né del precedente Mirage III, né del successivo Mirage 2000, ma è stato comunque un importante "ponte" per la continuità della dinastia dei Mirage, in quella "generazione di mezzo" che è stata spesso contraddistinta da velivoli dal dubbio rapporto costo-efficacia, caratterizzati da un'eccessiva complessità o destinati a un immeritato oblio a vantaggio dei predecessori (in questo caso, Dassault Mirage III) e delle generazioni successive (Dassault Mirage 2000), tant'è che anche la bibliografia dell'F1 è rimasta assai modesta. Il relativo disinteresse per questo apparecchio pare però immotivato a fronte dei suoi pregi tecnici e al servizio operativo svolto dal 1973 ai giorni nostri in quattro continenti.

### Sviluppo
Durante gli anni sessanta i francesi della Dassault Aviation cominciarono a sviluppare una nuova generazione di intercettori capaci non solo di sviluppare velocità ampiamente supersoniche, ma anche di beneficiare di un elevato carico utile e una buona maneggevolezza, in sostanza senza una progettazione viziata da eccessivi compromessi per raggiungere Mach 2.
Questo valore di velocità, ottenuto per la prima volta da aerei del decennio precedente, aveva richiesto ali dalla ridotta sezione e apertura, con elevati angoli di freccia oppure con struttura a delta, ma tutte queste configurazioni avevano dei gravi problemi alle basse velocità (come nel caso degli F-102) o erano troppo piccole per assicurare la necessaria maneggevolezza (problema che affliggeva gli F-104), spesso con piani di coda dalla struttura a T o del tutto assenti.

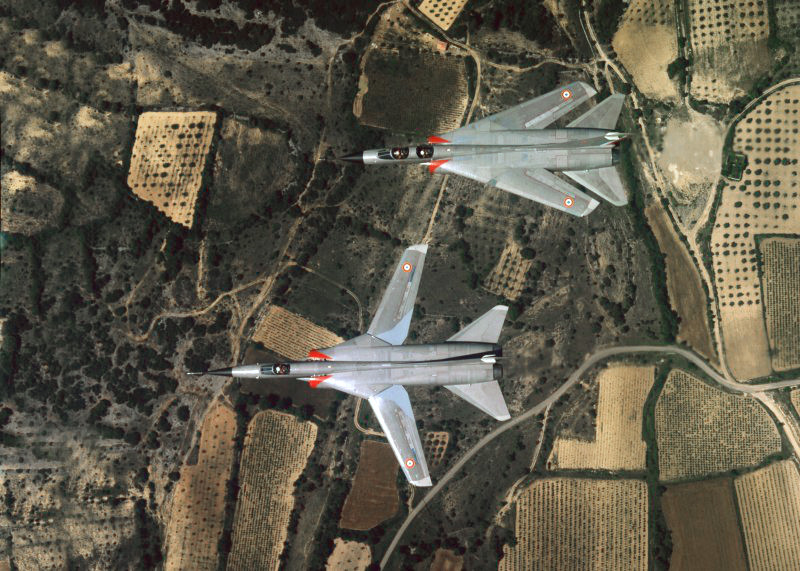
I Mirage G erano molto simili ai MiG-23 sovietici.

Il primo tentativo di superare i limiti dell'ala a delta puro, la migliore per le alte velocità — ma la peggiore per le basse — venne concretizzato nel Mirage G, un aeroplano con una velatura nuovamente a freccia (come nei caccia francesi precedenti, i Mystère), ma ottenuta con la nuova tecnologia dell'ala a geometria variabile piuttosto che con una struttura rigida. Ma questo velivolo, estremamente simile al MiG-23, non venne introdotto in servizio a favore di una lunga serie di caccia Mirage "pesanti" di scarso o nullo successo (l'unico che entrò in servizio è stato il Dassault Mirage IV).
Già poco tempo dopo nacque l'esigenza di disporre di un aereo più semplice ed economico, ma ancora di tipo assai pesante.
Questo era il nuovo Mirage F2, ordinato nel 1964, e che adottava una velatura a freccia ma con ala fissa, dotata di angolo ridotto, corda elevata e estremità tagliate: con questo profilo, nonostante la ridotta apertura alare, aveva un'ampia superficie e una minor resistenza indotta. Dotato di una struttura grande e molto aerodinamica, con un caratteristico muso aguzzo e due abitacoli, esso era motorizzato con una turboventola Snecma TF306 con una spinta di nove tonnellate. Sebbene priva della sofisticata e pesante ala a geometria variabile, anche questa configurazione consentiva un apprezzabile miglioramento dell'inviluppo di volo rispetto all'ala a delta, specie come spazio di decollo e carico utile.
Intanto la Dassault, non convinta dell'orientamento verso macchine troppo pesanti e costose, specialmente considerando le esigenze del mercato estero, aveva progettato in contemporanea un modello più piccolo e semplice dell'F2, con un'aerodinamica molto simile. Questo era il Mirage IIIF, poi noto come F1, che era monoposto e anch'esso con ali a freccia, ma dotato di un motore Atar 9 da circa 7000 kg di spinta. Volò per la prima volta nel 1966, e il successo, malgrado le minori caratteristiche nominali, non tardò ad arrivare. Venne infatti dimostrato dalle prove in volo, che esso aveva le capacità per compiere quasi tutte le missioni previste per il pesante F2, ma con costi assai minori, cosicché l'Armée de l'air cambiò i suoi programmi e ordinò l'F1. Nelle forze aeree delle superpotenze, data la disponibilità di fondi, si preferirono aerei di maggiori prestazioni e potenza, ma per una nazione di media grandezza questa opzione, tenendo anche conto delle possibilità di esportazione di un modello più economico, non era reputata una soluzione ottimale. Così il Mirage F2, che pure non aveva problemi particolari eccetto il fatto, non trascurabile, di avere un motore d'importazione piuttosto che nazionale, venne lasciato decadere, condividendo quindi il destino del G.
Vinta la competizione fratricida, l'F1 venne quindi messo in produzione per l'Armée de l'air, che ne ordinò subito un considerevole numero, mentre per il mercato estero venne incominciata una campagna commerciale molto sostenuta, tentando di sfruttare il successo del precedente Mirage III (che aveva molta della logistica compatibile), ma anche di recuperare il tempo perduto con la lunga valutazione operativa. Questa corsa contro il tempo non ebbe esito totalmente positivo ma nondimeno, nonostante la feroce concorrenza statunitense, il nuovo aereo della Dassault era destinato a una lunga e rispettabile carriera in quattro continenti.

### Tecnica

#### Struttura

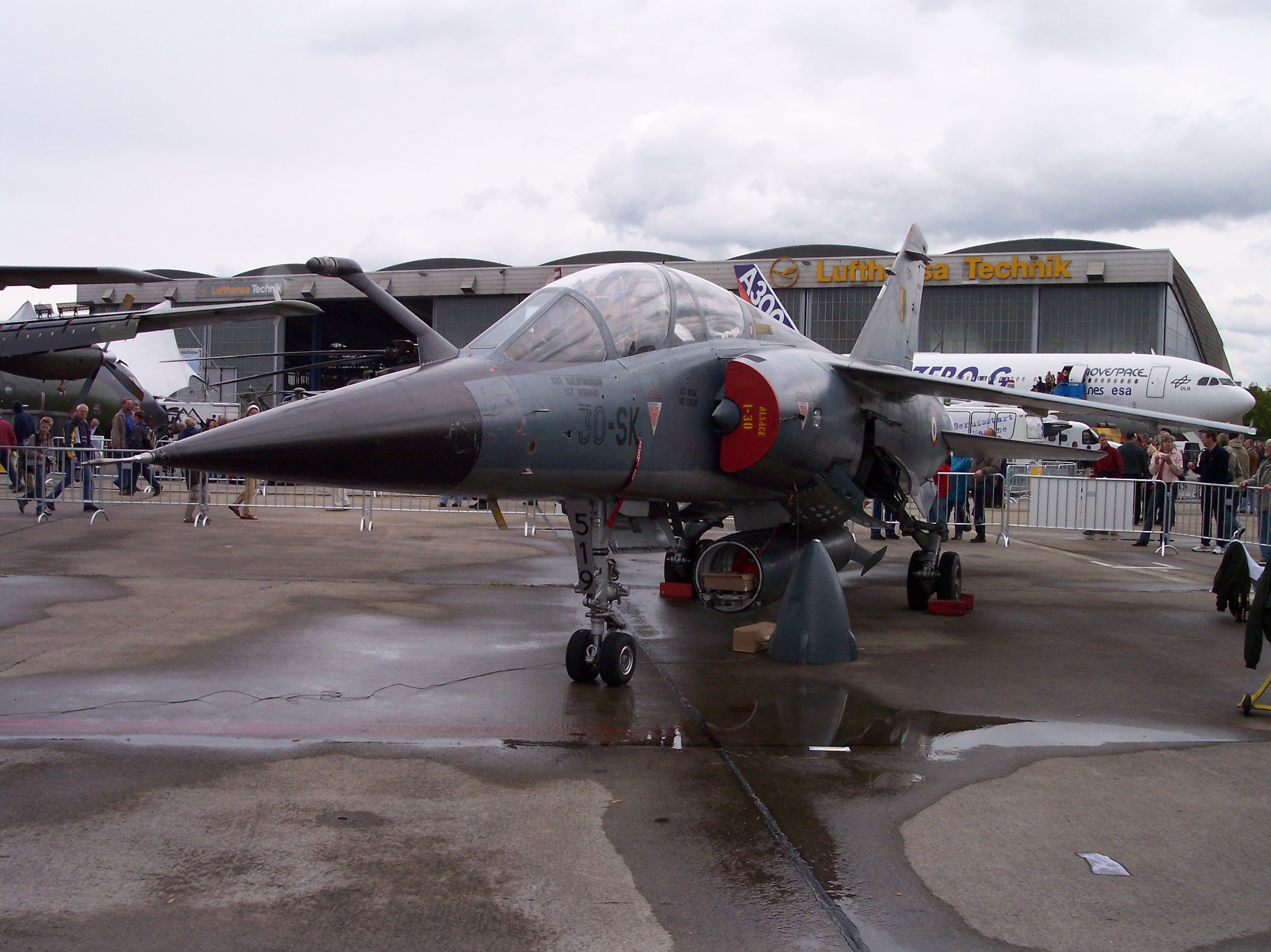
Il muso dell'F1; si noti la sonda per il rifornimento in volo e le prese d'aria simili a quelle dell'F-104.

Il nuovo aereo della Dassault era ed è sommariamente definibile come un caccia multiruolo, bisonico, monomotore, monoplano, metallico, propulso da un turbogetto a flusso assiale. Usualmente è monoposto e ha capacità ognitempo, ma questo non è valido per tutte le versioni. Il disegno del Mirage F1 ha delle peculiarità rispetto sia ai predecessori sia ai discendenti della dinastia Mirage, infatti le forme arrotondate e curve qui sono sostituite quasi ovunque da una struttura lineare, specialmente nella zona del muso, tanto che non c'è praticamente cambio di curvatura tra la fusoliera e il radome dielettrico.
La principale innovazione del Mirage F1 è l'ala a freccia, a corda larga, con una freccia pressoché costante, a medio angolo (47,5 gradi) sul bordo d'attacco, mentre si riduce a 15 in quello di uscita. Un "dente di sega" (o "di cane") poco pronunciato è posto sul bordo d'attacco, soluzione all'epoca del progetto presente quasi come standard sui caccia (ad esempio nel Saab 37 Viggen, MiG-23, F-4). Esso ad alti angoli d'attacco serve per creare vortici, che stabilizzano l'aereo con i loro effetti aerodinamici.
Le estremità dell'ala sono tronche, e grazie a ciò c'è modo di sistemarvi rotaie di lancio per missili aria-aria Matra R.550 Magic o altri tipi compatibili (in realtà era proprio l'R.550 che venne progettato appositamente per essere compatibile con i diffusi AIM-9 Sidewinder).
L'ala è in posizione alta per aumentare lo spazio per i carichi subalari, che in un caccia medio-leggero è sempre un problema di non facile soluzione, e consente il trasporto di carichi voluminosi come serbatoi da 1.700 litri e i missili Matra R.530. La sua superficie raggiunge solo i due terzi di quella del Mirage III, escludendo i piani caudali. Questo tipo di ala consente una ben maggiore maneggevolezza a bassa quota e una migliore stabilità a ogni velocità di combattimento pratica. La rigidità della struttura alare, data da una corda molto elevata che permette anche di massimizzare la superficie rispetto all'apertura, riesce a dare alla macchina una buona risposta alle raffiche di vento e al tempo stesso un carico alare ragionevolmente basso per i duelli aerei.
Per migliorare il comportamento a bassa velocità esistono inoltre validi apparati di ipersostentazione con slat e flap sui bordi alari, i quali riescono anche a far decollare l'F1 in spazi accettabili, al peso massimo di circa 15 tonnellate, che, con un rapporto potenza-peso di circa 0,45 a 1, è di gran lunga il più basso della categoria.
La coda è dotata di un alto timone che presenta due alette di stabilizzazione ausiliarie quasi all'estremità superiore, mentre usualmente esistono anche sistemi di allarme radar con le antenne a forma conica molto appuntita avanti e indietro, oltre a 2 antenne laterali arrotondate. Sempre nella struttura della coda sono integrate alcune antenne per le comunicazioni radio VHF/UHF. Alla base vi è in genere un paracadute per frenare la corsa d'atterraggio.
I piani orizzontali sono molto più in basso rispetto alle ali ed escono dalla loro scia aerodinamica, mentre 2 superfici fisse sono presenti nella parte ventrale-posteriore, sempre per migliorare la controllabilità senza un timone verticale troppo grande. Due aerofreni sono posti infine nella parte ventrale, appena dietro il carrello principale.
La fusoliera ha nella parte centrale gli alloggiamenti per i carrelli d'atterraggio retrattili e anche il serbatoio del carburante principale. Nella parte posteriore è posto il motore, mentre in quella anteriore i cannoni e l'abitacolo. Le linee del velivolo sono caratteristiche anche perché, mentre l'abitacolo si inserisce nella linea del dorso con il tettuccio, la scocca dell'aereo, avanti le ali, si affina progressivamente, con un angolo costante fino alla punta del muso, che con la sua grande finezza permette di ridurre la resistenza aerodinamica indotta dell'aereo, specie in regimi transonici, oltre a migliorare la visibilità del pilota.
Il carrello d'atterraggio, della Messier-Hispano-Bugatti, merita particolare menzione: ha una complessa struttura che porta gli elementi principali a ritrarsi dentro la fusoliera ma, grazie al meccanismo impiegato, le lunghe gambe del carrello, dalla struttura sorprendentemente leggera e semplice, assumono una carreggiata assai larga, così da minimizzare gli effetti dell'impossibilità di porre le gambe principali sotto le ali, in quanto queste sono in posizione alta. Una soluzione simile, ma più macchinosa, è stata adottata dal MiG-23, che però è assai più pesante. Tutti gli elementi del carrello hanno 2 ruote, incluso quello principale.
L'abitacolo è incassato nella parte anteriore della fusoliera, ha un tettuccio di fattura leggera ed elegante (come tutto il disegno dell'aereo), un parabrezza con due montanti sottili, in modo da non ostacolare la visuale che sul davanti, grazie al muso molto sottile, e sui lati, grazie all'altezza del tettuccio, è senza dubbio ottima, la migliore della sua epoca tra i caccia bisonici. Nel settore posteriore la presenza delle ali alte e prese d'aria sotto e in avanti ad esse riduce la visibilità, ma non in maniera drammatica. Il lungo e appuntito radome del muso e la sonda di Pitot per la velocità, piuttosto corta, completano la struttura della macchina, con le baie avioniche sistemate davanti e dietro l'abitacolo. Le forme aguzze (piuttosto che arrotondate) della macchina l'hanno talvolta fatta chiamare scherzosamente Mirage a punta o Mirage-freccia, parafrasando la definizione di "Mirage (con ala) a freccia".
La colorazione degli esemplari dipende molto dall'utilizzatore. Oltre al muso nero nel settore del dielettrico del radome e superfici ventrale e alare inferiore chiare, il resto dell'aereo è caratterizzato da una mimetizzazione variabile. In genere è blu o azzurra per i caccia da superiorità aerea, a 2 colori marrone e verde, o marrone e sabbia, per ricognitori e cacciabombardieri. I velivoli per i Paesi medio-orientali hanno colori più chiari, adottando la livrea tropicalizzata.

#### Motore
Il motore è un turbogetto monoflusso Snecma Atar 9K-50, con una spinta statica di 7 200 kg con pieno postbruciatore. Esso supera il precedente Atar 9C del Mirage III/5 di circa 1 000 kg, è più affidabile e consente in generale migliori prestazioni. Tuttavia, tra tutti i motori per caccia supersonici degli ultimi decenni, appare nettamente come quello dalle minori capacità sia come spinta sia per risposta alla manetta, per l'affidabilità e altro ancora. In effetti, è assai sorprendente che un caccia bisonico leggero abbia un motore che non permette il raggiungimento del rapporto peso/spinta di 1:1 nemmeno a vuoto, in quanto il Mirage pesa di base 7 400 kg.
In effetti questo punto debole progettuale era ben chiaro; tanto che alla fine degli anni '70 era stata progettata una versione (Mirage F1 M53) munita del ben più potente motore Snecma M53, che con un leggero aggravio di peso ha una spinta variabile tra 8.800 kg/s e 9.700 kg/s a seconda delle versioni. Era destinata al concorso NATO per sostituire l'F104, poi vinto dal General Dynamics F-16, anche se il Mirage F 1 così rimotorizzato risultava molto scattante e ottimo nelle accelerazioni, arrivando secondo. Non ebbe fortuna anche perché l'aeronautica francese preferì aspettare il Mirage 2000 e destinò a quell'aereo quel motore.
L'aeronautica del Sudafrica rimotorizzò, pensando a una modernizzazione della sua flotta, un Mirage F1 con un motore Kilimov RD-33, il potente (ma non troppo affidabile) propulsore del Mig 29, con una potenza appena superiore a quella del motore francese Snecma M53, pur pesando meno. Anche in questo caso le prestazioni di agilità e accelarazione risultavano molto superiori, ma il Sudafrica preferì non modernizzare la flotta ma sostituirla con aerei moderni (come il SAAB JAS-39 Gripen), malgrado i miglioramenti anche in manegevolezza fossero veramente considerevoli.
Le prese d'aria sono simili a quelle del predecessore, con parti mobili coniche al loro interno e piastre di separazione dello strato limite a contatto con la fusoliera. Somigliano molto a quelle dell'F-104.
La capacità dei serbatoi è di circa 4 000 litri, quasi 1 000 più del Mirage III, e per gran parte sistemati dentro la fusoliera. Opzionale la sonda per il rifornimento in volo, fissa e tozza sul muso, che permette operazioni di combattimento su distanze pratiche di oltre 1 500 km.

#### Avionica
L'avionica comprende anzitutto il radar Cyrano IV, derivato anche qui dal precedente Cyrano II, con varie sottoversioni, diversamente specializzate per l'intercettazione come anche l'attacco aria-suolo o antinave. Si tratta di un apparato a impulsi medio-leggero, senza funzionamento con filtro doppler e raffreddato ad aria. Il Cyrano IVD non aveva capacità aria-superficie, ma questo modello iniziale è stato seguito dall'IVM che la possiede, mentre l'IV1 ha capacità limitata in modalità LD (discriminazione dei bersagli in volo a bassa quota dal terreno circostante). La portata pratica varia molto a seconda dei sottomodelli e dei bersagli, ma in caso di ingaggi ad alta quota sono riportate, in modalità aria-aria, distanze dell'ordine dei 35–50 km, con punte anche maggiori. Non sono valori eccezionali, ma l'antenna del radar è di apertura ridotta per entrare dentro il muso del velivolo. Inoltre il peso è di appena 48 kg.
Altri apparati comprendono l'RWR BF, che ha quattro antenne sistemate nella coda con 90 gradi di visuale ciascuna, di cui due con caratteristica forma conica. Vi sono anche le radio HF/VHF/UHF, VOR/ILS, il pilota automatico e apparati elettronici esterni come i pod ECM di vari modelli. Per la navigazione esiste anche un pilota automatico, che specialmente nei modelli più recenti è collegato con un sistema inerziale di caratteristiche assai avanzate, un computer di volo, e radar altimetro.

#### Armamento

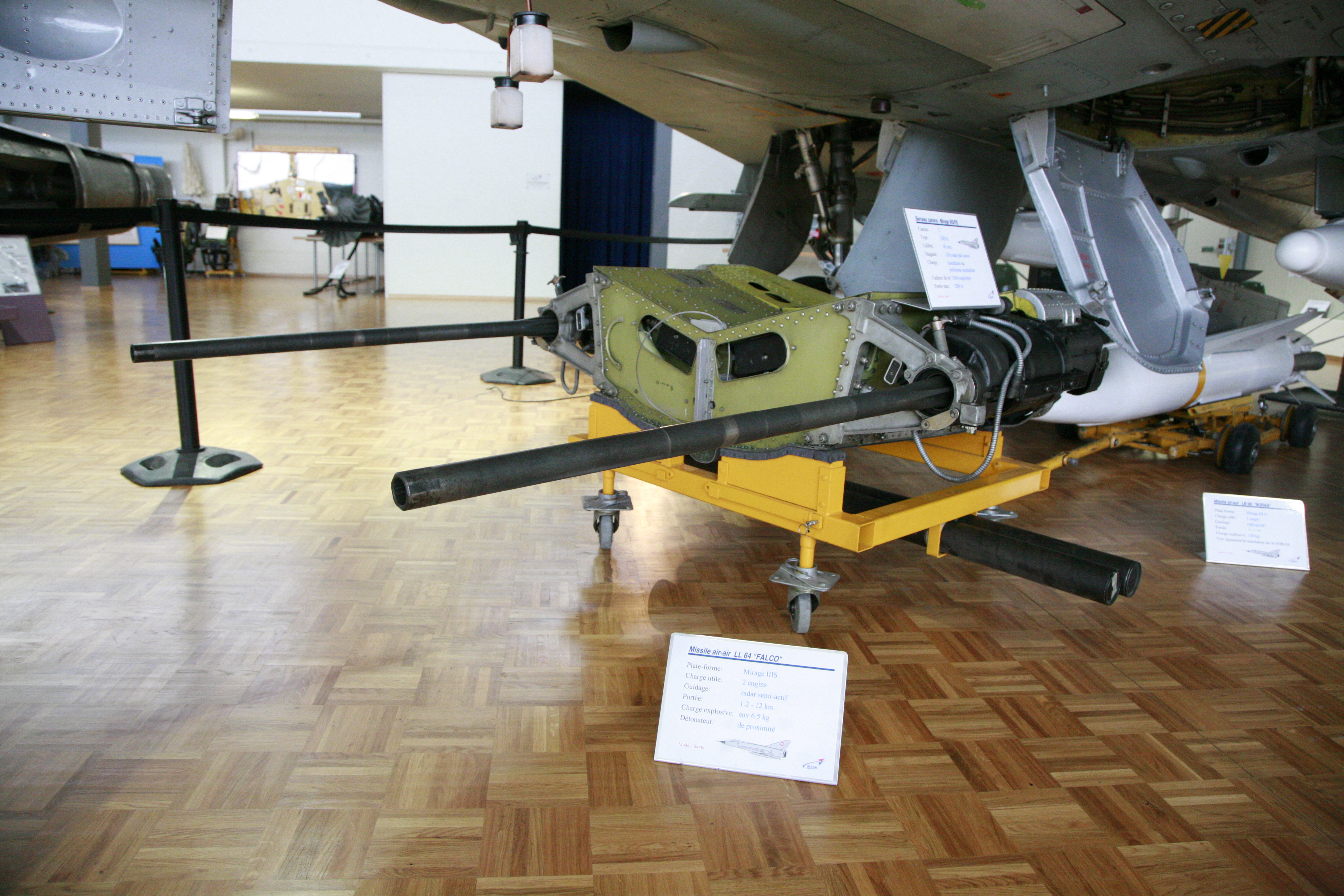
Una tipica installazione di 2 DEFA 553 con le munizioni, nella parte ventrale di un caccia Mirage di prima generazione.

Le armi disponibili sono molte, di concezione generalmente francese, e vanno a coprire tutte le esigenze operative di una macchina tattica. L'armamento base è di due cannoni Giat DEFA M 553 da 30 mm installati nella parte ventrale della fusoliera anteriore, dietro e sotto l'abitacolo dentro cui sono totalmente inglobati. Essi sono tipici cannoni-revolver di prima generazione, con nastri per 270 colpi HE o semiperforanti complessivi, sparabili a 1 300 colpi al minuto per arma e a circa 800 m/s (per un proiettile da 275 grammi).
Per quanto riguarda le armi da combattimento aereo, i missili aria-aria a corto raggio "originali" sono i Matra R.550, dall'evocativo nome proprio di "Magic". Essi, nel modello Mk.1, hanno un raggio massimo di 10 km, ma soprattutto possono essere lanciati da un aereo in manovra a 6 g e oltre 1.300 km/h, coprendo praticamente tutte le situazioni pratiche del combattimento aereo manovrato per caccia di vecchia generazione. Con ogni probabilità, questa capacità di uso durante le evoluzioni del combattimento manovrato era quanto di meglio fosse disponibile all'epoca dell'apparizione, intorno al 1970. La manovrabilità (nell'Mk.1) raggiunge i 50 g e la testata ha 12,5 kg di peso, sei dei quali di esplosivo. La guida è all'infrarosso, le spolette di prossimità e di contatto. Oltre 7000 gli esemplari prodotti, equivalenti agli AIM-9 Sidewinder J.
Il successivo missile Mk.2, disponibile oltre dieci anni dopo, è capace di essere usato con un inviluppo di volo addirittura più ampio di quello, già eccellente, del predecessore, avendo dimostrato la possibilità di lancio a 8,6 g e 1.500 km/h, adattandosi in tal modo alle prestazioni dei velivoli di ultima generazione (che hanno carichi di manovra massimi di 9 g, valore che però è praticamente largamente inutilizzabile per imbastire azioni di fuoco, quanto piuttosto manovre evasive di breve durata). Tutte le prestazioni sono migliorate, inclusa la sensibilità del sensore che ora può essere usato anche per ingaggi frontali, come nel caso del Sidewinder L, di cui è equivalente.

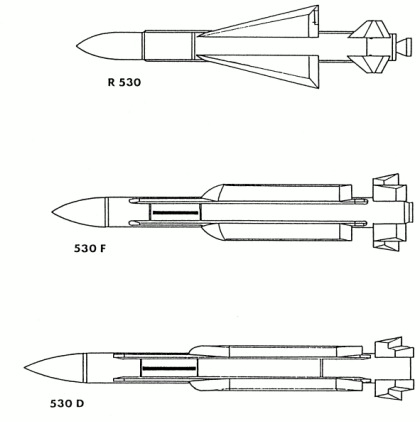
La famiglia dei missili R.530.

Se il Magic è un missile nato come compatibile con gli AIM-9 Sidewinder, l'arma per il medio raggio, il Matra Super R.530, non ha né compatibilità operativa né analogia progettuale con gli AIM-7 Sparrow. Sviluppato dal precedente e alquanto inefficiente R.530 (che per alcuni anni è stato comunque utilizzato anche sull'F1), il Super R.530 ha un motore, un'elettronica e un'aerodinamica totalmente rinnovati, il che lo rende simile a un piccolo AIM-54 Phoenix. L'ogiva ha una struttura di ceramica, il resto del missile è in acciaio con strutture a nido d'ape, la guida è radar semiattiva (a differenza del precedente, presente anche in versione IR), mentre il motore è talmente potente che prima lo accelera a Mach 4,6 in 4 secondi, e poi resta accesso per altrettanto tempo, a differenza di tutti gli altri missili della categoria, la cui velocità massima coincide con la fine della spinta propulsiva. Il modello Super R.530D rappresenta il miglioramento del precedente F in termini di prestazioni, elettronica e affidabilità, ma è usato quasi sempre solo sul Mirage 2000.
Altri carichi utili sono trasportabili da piloni subalari di cui uno, sull'asse centrale, ha 2 000 kg di capacità, quelli subalari interni 1 350 kg mentre gli esterni sopportano 500 kg. Infine le rotaie di lancio reggono nominalmente 120 kg; il totale trasportabile in pratica è di circa 4.000 kg. A seconda delle versioni i sistemi trasportati comprendono razzi da 68 mm, bombe da 50, 120, 250, 400 kg, missili Exocet oppure (in missione aria-aria) da uno a tre R.530 o Super R.530, mentre in tutti i casi vi sono due R.550 (o missili compatibili) e i cannoni, assieme a uno o due serbatoi ausiliari.
I serbatoi ausiliari sono presenti per i tre punti d'aggancio più capaci, che hanno attacchi "bagnati", ovvero con tubature per il carburante. Possono ospitare serbatoi da 800, 1 100, 1 300 e 1 700 litri, questi ultimi dotati di veri e propri piani di coda, forse aggiunti per evitare problemi di stabilità di questi oggetti al momento dello sgancio.
Alcuni Mirage F1 da esportazione, come ad esempio quelli greci e spagnoli, erano capaci di utilizzare i missili statunitensi Sidewinder AIM-9P invece dei R550 Magic II.
Nel 2006, il Marocco ha incominciato ad aggiornare i propri Mirage F1 per dotarli di nuova avionica, nuovo cockpit, nuovo radar, nuovi strumenti di protezione e la capacità di usare i missili MICA e l'armamento aria-superficie modulare; l'aggiornamento si completerà nel 2011.
Il raggio d'azione tipico con missili aria-aria ammonta a circa 1.200 km; con 14 bombe da 250 kg a bassa quota (massimo carico, senza serbatoi e peggiore profilo di volo), si riduce a circa 425 km, che resta un valore rispettabile data la condizione di massimo carico.
| Dati        | R550 Magic         | R550 Magic II      | R530               | Super R530 F~D     | AM.39 Exocet | AS-30L             |
| ----------- | ------------------ | ------------------ | ------------------ | ------------------ | ------------ | ------------------ |
| Tipo        | AAM a corto raggio | AAM a corto raggio | AAM a corto raggio | AAM a medio raggio | ASM antinave | AGM a corto raggio |
| Velocità    | 2,7 mach           | 2,7 mach           | 3,0 mach           | 4,6 mach           | 0,9 mach     | 1,2 mach           |
| Gittata     | 12 km              | 15 km              | 15 km              | 25~40 km           | 70 km        | 18 km              |
| Testata     | 12 kg              | 12 kg              | 27 kg              | 33 kg              | 165 kg       | 240 kg             |
| Peso totale | 89 kg              | 90 kg              | 195 kg             | 245~270 kg         | 650 kg       | 520 kg             |
| Guida       | IR                 | IR                 | Radar semiattivo   | Radar semiattivo   | Radar attivo | Laser              |

### Impiego operativo

#### Ecuador
Fuerza Aérea Ecuatoriana

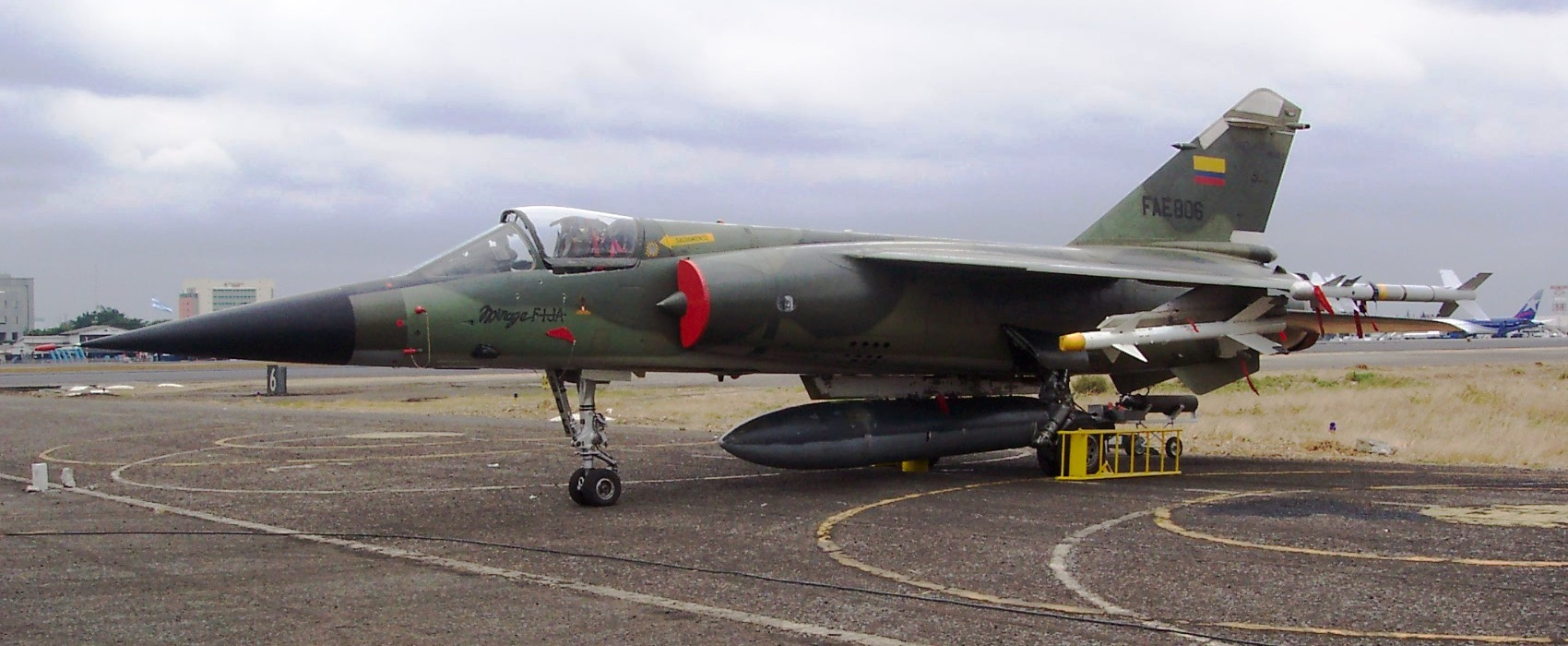
Un Mirage F1 della Fuerza Aérea Ecuatoriana, notare i 2 missili Magic 2 alle estremità alari integrati da 2 Python israeliani. Questo apparecchio è stato accreditato di aver abbattuto due Sukhoi Su-22.

Dal 1980 ottenne 16 F1AJ e due soli F1EJ, che potenziarono notevolmente la sua piccola aviazione, l'unica sudamericana a disporre, contrariamente a quanto avvenuto con i Mirage III, di tale nuova generazione di Mirage. Nel 1995 pare che abbatterono due Sukhoi Su-22 peruviani (attribuiti dai peruviani all'antiaerea) durante una breve e cruenta guerra di confine tra i due Stati.

#### Francia
Armée de l'air
Il più grande acquirente del Mirage F1, ne ha ottenuti per la propria Aeronautica circa 246 esemplari (162 F1C, 64 F1CR e 20 F1B). A cominciare dal 1973, questi aerei sono stati per lungo tempo la principale componente da combattimento dell'Armée de l'Air, con un massimo di 9 gruppi da caccia oltre allo stormo da ricognizione Strasbourg.

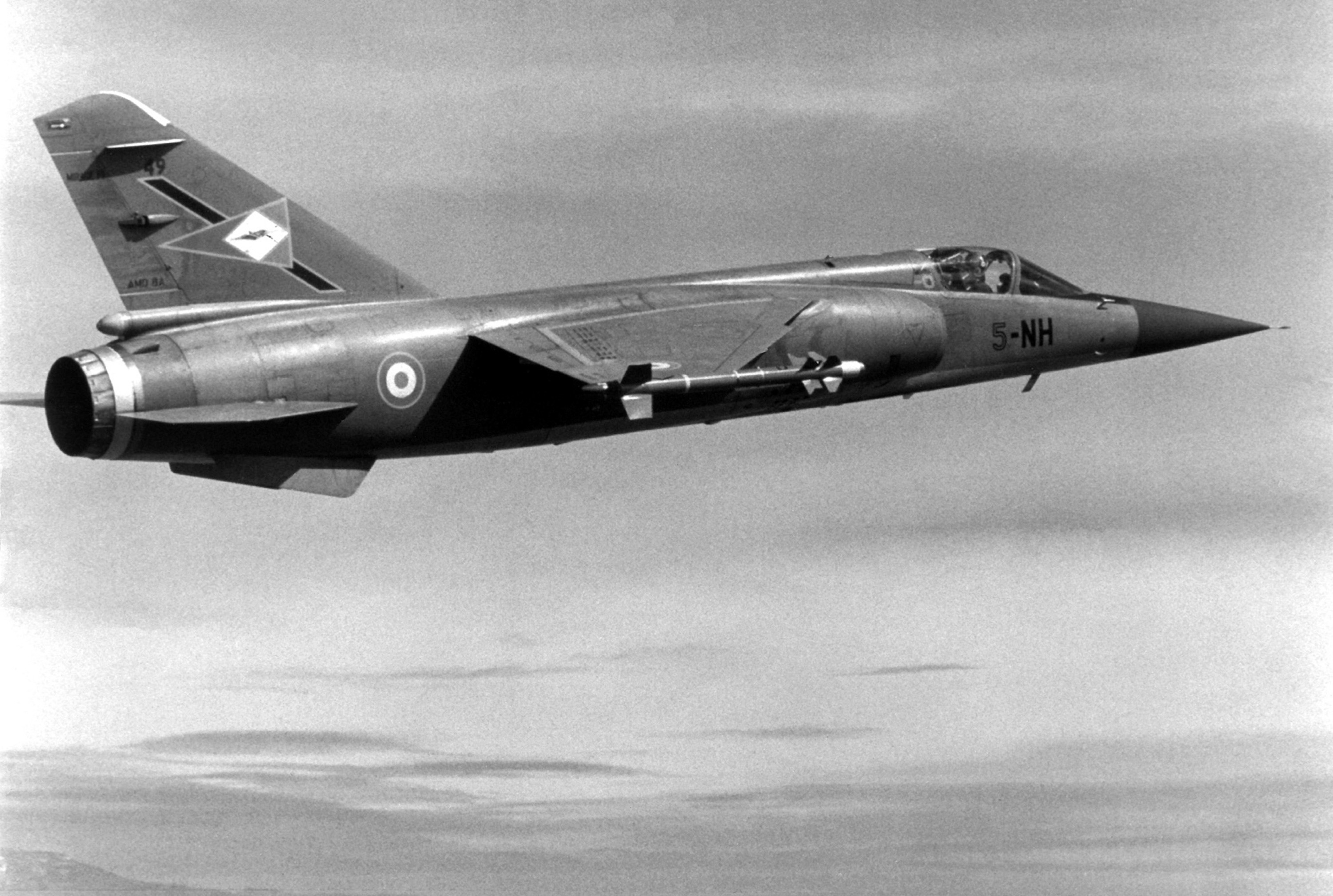
Un Mirage F1C del Quinto Stormo. Notare le superfici di coda, il disegno molto pulito e lineare dell'aereo, e il buon campo visivo per il pilota. Stranamente, i piani di coda non mostrano 2 delle antenne RWR, mentre alla base del timone vi è il paracadute-freno.

Gli ultimi sviluppi sono stati quelli relativi al programma F1 CT, cacciabombardiere tattico con armi guidate, ricavato per conversione dei 'C'. I Mirage sono stati impiegati in più teatri, dagli anni ottanta in Ciad (contro i libici) fino agli anni 2000 in Afghanistan (guerra in Afghanistan) passando per la guerra del Golfo nel Golfo Persico. Ai primi di marzo del 2007, Mirage F1 con sede a Ndjamena hanno svolto missioni di supporto aereo ravvicinato in Repubblica Centrafricana, a sostegno delle truppe francesi durante la riconquista di Birao. Livrea mimetica tipicamente di colore blu chiaro o, per i ricognitori, grigio-verde scuro. In caso di impiego desertico sono usati colori come il sabbia e marrone chiaro. Il muso e la striscia superiore del muso sono sempre neri.
Una via che venne per un certo tempo ipotizzata era una versione navale della macchina, che avrebbe potenziato notevolmente la componente imbarcata della marina francese sulle sue portaerei. Considerazioni varie finirono per far ripiegare sul più economico Dassault Super Étendard, che finì per costare molto di più del previsto e possedeva un carico e una velocità pari alla metà dell'F1, come anche scarsa capacità di ricoprire il ruolo di caccia, tanto che l'obsoleto caccia F-8 è rimasto in servizio fino al 1999.
Nel 2011, risultano in servizio con l'Armée de l'air i Mirage F1 B / CR / CT rispettivamente in 7 / 48 / 10 esemplari e sono inquadrati nei seguenti squadroni:
- Escadron de reconnaissance 2/33 Savoie sulla BA 112 Reims-Champagne con i Mirage F1 B / CR / CT
- Escadron de chasse 5/33 Côte d'Argent sulla BA 118 Mont-de-Marsan con i Mirage F1 CR

Le unità che impiegavano Mirage F1 e che sono state sciolte o li hanno dismessi:
- Escadron de chasse 1/5 Vendée (1975-1988)
- Escadron de chasse 2/5 Île-de-France (1975-1989)
- Escadron de chasse 3/5 Comtat Venaissin (1981-1990)
- Escadron de chasse 1/10 Valois
- Escadron de chasse 1/12 Cambrésis (1978-1991)
- Escadron de chasse 2/12 Picardie (1980-1992)
- Escadron de chasse 3/12 Cornouaille (1976-1995)
- Escadron de chasse 1/13 Artois (1992-1993)
- Escadron de chasse 3/13 Auvergne
- Escadron de chasse 1/30 Normandie-Niémen
- Escadron de chasse 4/30 Vexin
- Escadron de chasse 3/33 Lorraine (1994-2005)
- Escadron de chasse 4/33 Vexin (1994-2002)
- Escadron de reconnaissance 1/33 Belfort (1988-2010)
- Escadron de reconnaissance 3/33 Moselle (1988-1993)

I Mirage F1, da ricognizione, sono stati impiegati durante le Operazioni Pamir e Héraklès (in Afghanistan), l'Operazione Harmattan (in Libia nel 2011) e l'Operazione Serval (in Mali nel 2013). I Mirage F1 sono stati ritirati dall'Armée de l'air il 13 giugno 2014

#### Grecia
Polemikí Aeroporía
Tentando di differenziare la propria linea di volo dall'acquisto di macchine solo americane, il governo di Atene ordinò 40 Mirage F1CG, che giunsero in sostituzione dei vecchi F-102 attorno al 1975. La commissione greca però non acquistò anche i missili francesi, relegando i Mirage ai soli missili a corto raggio AIM-9 P, prima due, poi, dal 1984, quattro.
I Mirage hanno avuto molti problemi iniziali di assistenza tecnica e ricambi, ma in seguito si sono distinti come i migliori e più manovrieri caccia operanti sull'Egeo, combattendo spesso contro gli F-104S (migliori solo come velocità di salita e accelerazione), F-4E ed altri apparecchi turchi. Infatti, per quanto la cosa faccia notizia raramente, i confronti tra le forze aeree di queste 2 nazioni NATO sono numerosi.
Fino all'avvento degli F-16, gli F1 vennero impiegati in maniera usualmente efficace nelle battaglie aeree non ufficiali sopra l'Egeo. Durante il tentativo di mettersi in coda a un F-16 turco, tuttavia, un F1 greco si schiantò in mare, ma i Mirage si confermarono comunque dei temibili avversari, malgrado l'anemico motore, anche per i Fighting Falcon, uno dei quali a sua volta precipitò in mare dopo aver finito il carburante. Gli ultimi 28 Mirage, dopo un servizio ventennale nel 334° e 344° Mira (Gruppo) vennero addirittura offerti nel 2000 all'Aeronautica Militare Italiana, come caccia transitorio in attesa dell'EF-2000. Non se ne fece niente, se non altro perché il numero era troppo basso rispetto ai 32-35 richiesti, ma questa offerta dice molto sulla crisi della difesa aerea italiana dell'epoca.
La radiazione, dopo 28 anni di servizio, avvenne nel 2003, e a quel punto i 24 aerei superstiti volarono le ultime di 160.000 ore di volo, per una media di 4000 per apparecchio. Molti Mirage erano battezzati con i nomi di isole dell'Egeo e tutti ebbero una livrea dorsale blu scuro, chiamata 'Blue Aegean', tra le più eleganti e soprattutto efficaci per la mimetizzazione sopra le acque di questo mare.

#### Giordania
Al-Quwwat al-Jawwiyya al-malikiyya al-Urdunniyya
Dopo essersi rivolti inutilmente agli Stati Uniti per nuovi apparecchi da caccia (in quanto questi ultimi non volevano irritare il governo di Israele, che pure nel contempo stavano riarmando massicciamente), chiedendo originariamente gli F-16 ma accontentandosi anche degli A-4 Skyhawk, per i loro caccia di nuova generazione i giordani si rivolsero alla Francia. I Mirage F1 ordinati originariamente erano 17 'CJ' da intercettazione, consegnati nel 1981-82, in un'epoca di scontri armati molto violenti nel medio-oriente. Essi erano armati di missili a medio e corto raggio, completando (differentemente da molti altri utenti) le possibilità di armamento del velivolo.
A essi sono seguiti altri 17 'EJ', multiruolo con sistema di navigazione inerziale e attrezzature specifiche per il compito aria-suolo. Tutte le macchine sono state basate alla base aerea Mowffaq Salty Air Base, intitolata al primo pilota giordano che nel 1966 cadde in combattimento. Notare che non è stato ordinato nessun biposto, il che ha obbligato a organizzare corsi di pilotaggio in maniera differente di quanto normalmente accade, probabilmente inviando i piloti direttamente in Francia ad addestrarsi.

#### Iran
Niru-ye Havayi-ye Artesh-e Jomhuri-ye Eslami-e Iran
A seguito della fuga di aerei iracheni nel 1991, sottoposti a un'offensiva aerea sugli aeroporti senza precedenti (con l'uso di numerose armi guidate contro gli hangar corazzati), oltre 100 velivoli arrivarono in Iran, che poi li trattenne a parziale compenso dei danni subiti nella guerra con lo stato vicino. I Mirage, complessivamente giunti in quantità elevata (24) sono stati reimmessi in servizio dal 1993, con il reparto TBF.14 di base a Mashhad (Iran), e usati come aerei d'attacco contro i trafficanti di droga e talebani. I Mirage erano dello standard più moderno, lo E-6, e questo fatto spinse a tenere tali apparecchi in servizio. Uno dei quali risulta abbattuto in una di queste azioni.

#### Iraq
Al-Quwwat al-Jawwiyya al-'Iraqiyya
Senza dubbio il più grande cliente estero dei Mirage F1, ha ordinato in totale 32 EQ/EQ/2, 28 EQ-4, 20 F1EQ-5, 18 F1EQ-6, e 6 F1EQ-7, come anche 20 biposto B, per un totale di 124 (alcune fonti hanno parlato di 200 esemplari). I primi vennero usati a partire dal 1981, con il 92º squadrone. Essi erano necessari per la forza aerea dell'Iraq, dopo i deludenti risultati dei MiG-23, specie nella versione E.
I Mirage F1 vennero apprezzati per l'autonomia, la manovrabilità e la disponibilità di radar e missili relativamente moderni ed efficaci, specie gli R.550, poi integrati anche con i Super R.530. Tra le loro imprese, attacchi a distanze di oltre 1.300 km contro petroliere, e un'azione che vide addirittura 3.500 km percorsi grazie a vari rifornimenti in volo, per attaccare obiettivi iraniani all'entrata dello stretto del golfo Persico (gli aerei dovettero però atterrare in Arabia Saudita a causa del consumo di carburante).
La maggior parte dei circa 400 Exocet utilizzati dagli iracheni contro petroliere e altri natanti, come anche piattaforme petrolifere, venne lanciata da Mirage F1, che piazzarono circa 250 colpi a segno; spesso però le contromisure iraniane riuscivano a ingannare i missili e le petroliere erano effettivamente poco vulnerabili alle testate, che riuscivano a incendiarle ma non ad affondarle. Un pontone iraniano, usato come riflettore-radar ad alta capacità, attirò poi da solo 23 missili durante la guerra. Un Mirage venne usato anche nel 1987 per l'attacco alla fregata USS Stark, classe Oliver Hazard Perry, in cui vennero uccisi più di 30 marinai statunitensi, nonostante la mancata esplosione di uno dei due missili che la centrò. Le Perry non erano certo navi costruite per incassare colpi pesanti, ma la nave riuscì a salvarsi nonostante un missile le avesse squarciato la prua, sul fianco sinistro. La cosa è anche più rimarchevole se si considera che a pochi metri vi era il deposito missili RIM-66 Standard SM-1, che se colpito avrebbe certamente distrutto la nave.
Sembra che i Mirage F1, malgrado le rilevanti perdite subite dai Grumman F-14 Tomcat iraniani, siano riusciti ad abbatterne 2 o 3, con cui uno dei reparti iracheni, equipaggiato con i Mirage più moderni, si scontrò per diversi mesi (praticamente era una battaglia tra lo squadrone iracheno e uno iraniano antistante). Queste vittorie furono ottenute dai Mirage equipaggiati con i nuovi Super R.530D.
Nel 1991, scoppiò Desert Storm e i Mirage poterono ben poco contro la più grande potenza militare mai scatenatasi contro un unico Stato. Dopo che vari F1 vennero abbattuti o distrutti al suolo, tra cui due in fase di attacco ad unità navali colpiti da un F-15 saudita, e che altri 24 scapparono in Iran per evitare la distruzione, i Mirage iracheni cessarono praticamente di essere una forza aerea, lasciando il compito della caccia ai MiG-23 e MiG-25 (i MiG-29 erano troppo sofisticati per essere mantenuti efficienti, e i MiG-21 troppo vecchi).

#### Kuwait
Al-Quwwat al-Jawwiyya al-Kuwaytiyya
Questo paese comprò 29 Mirage F1CK/BK. Almeno 8 vennero persi durante gli incidenti degli anni ottanta, altri due andarono distrutti dall'artiglieria irachena nel momento dell'invasione del 2 agosto 1990, e i rimanenti, forse 15, riuscirono a reagire solo per breve tempo, abbattendo diversi elicotteri durante una drammatica caccia fatta a questi ultimi che stavano sbarcando truppe su Kuwait City. I grossi Mi-8/24 erano dei facili bersagli, senza appigli tattici che non fossero modeste dune e soprattutto i palazzi della capitale. Successivamente i caccia kuwaitiani scapparono in Arabia Saudita.

#### Libia
Al-Quwwat al-Jawwiyya al-Libiyya
Già nel 1974 i libici piazzarono ordini per 38 F1, 16 AD d'attacco, privi di radar di scoperta, ma dotati di sonda per il rifornimento in volo. Essi andarono al 1011th Squadron a partire dal 1978, mentre vennero ordinati 16 ED da caccia, consegnati già dal 1978 al 1012th Squadron, basato, come l'altro reparto, a Okhba. Usati in azione contro il Ciad e l'US Navy, una ventina di questi apparecchi erano ancora operativi qualche anno fa, grazie anche all'ammontare delle scorte delle parti di ricambio a suo tempo acquisite. I radar Cyrano IV della versione E hanno avuto i maggiori problemi; in ogni caso i missili acquistati erano solo i vecchi R.530, non i successivi Super R.530. I libici hanno avuto comunque cura di queste macchine, considerate una forza aerea assai efficiente.

#### Marocco
Forces royales air
Un altro acquirente è stato questo stato nordafricano, che ha comprato 30CH, 14 EH, e 6 EH-200 con sonda per il rifornimento in volo. Anch'essi vennero consegnati alla fine degli anni settanta. Usati contro i ribelli del Sud Sahara, in una delle tante "guerre dimenticate" africane. Nel 2008 vennero aggiornati 27 Dassault Mirage F1 (un mix di Mirage F1CH, F1EH e F1EH-200) e portati al livello del Mirage 2000-5 a un costo stimato di $ 420 milioni. Attualmente la Royal Moroccan Air Force ha 40 Dassault Mirage F1 in servizio, di cui 27 MF2000 e 13 Mirage F1.

#### Qatar
Qatar Emiri Air Force

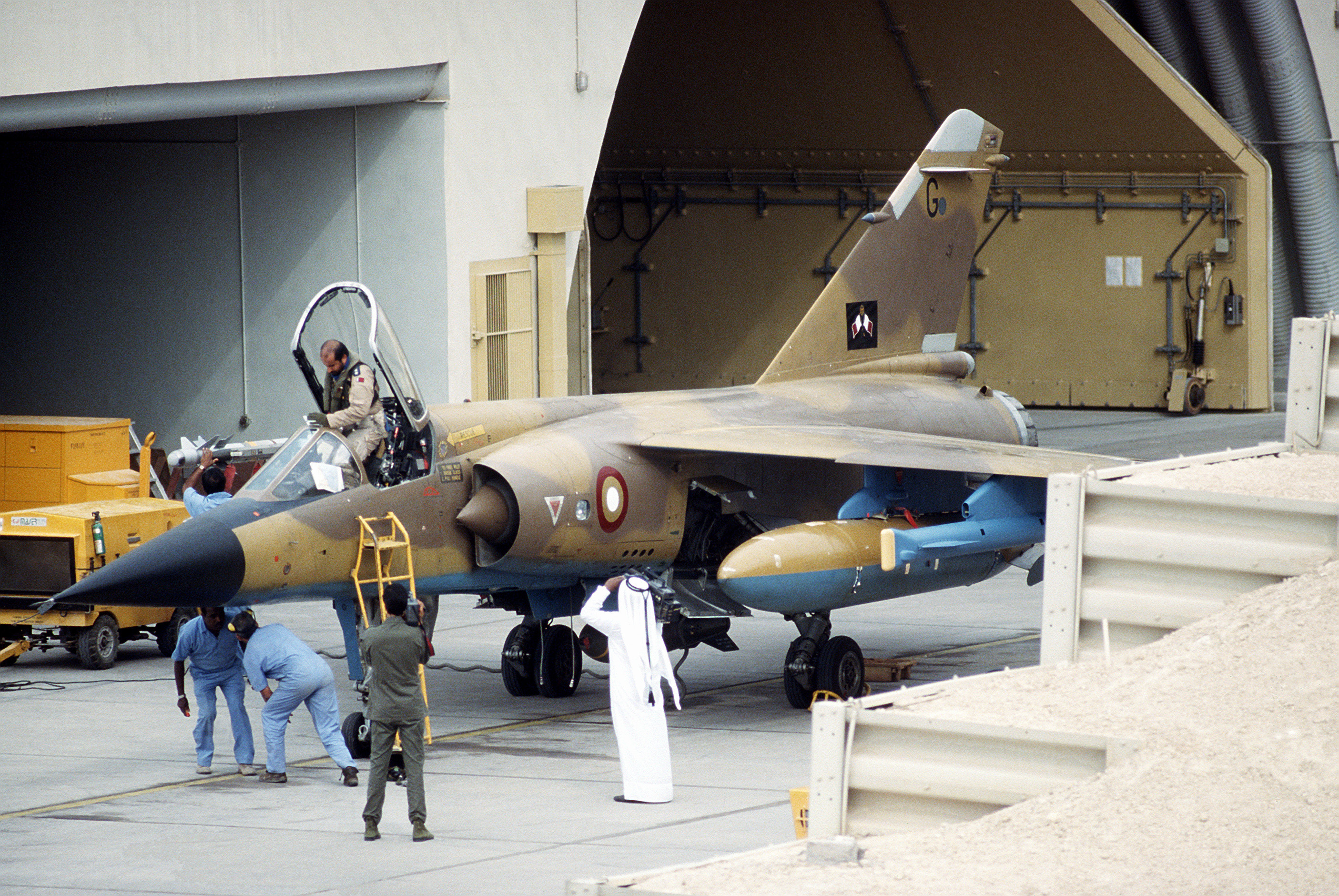
Un Mirage F1 della Qatar Emiri Air Force, con una livrea simile a quella delle macchine sudafricane. Notare il pod ECM sotto l'ala.

12 F1EDA e 2 F1DDA, messi a disposizione dal Qatar come parte del dispositivo alleato durante Desert Storm, ma senza essere impiegati in prima linea.

#### Spagna
Ejército del Aire

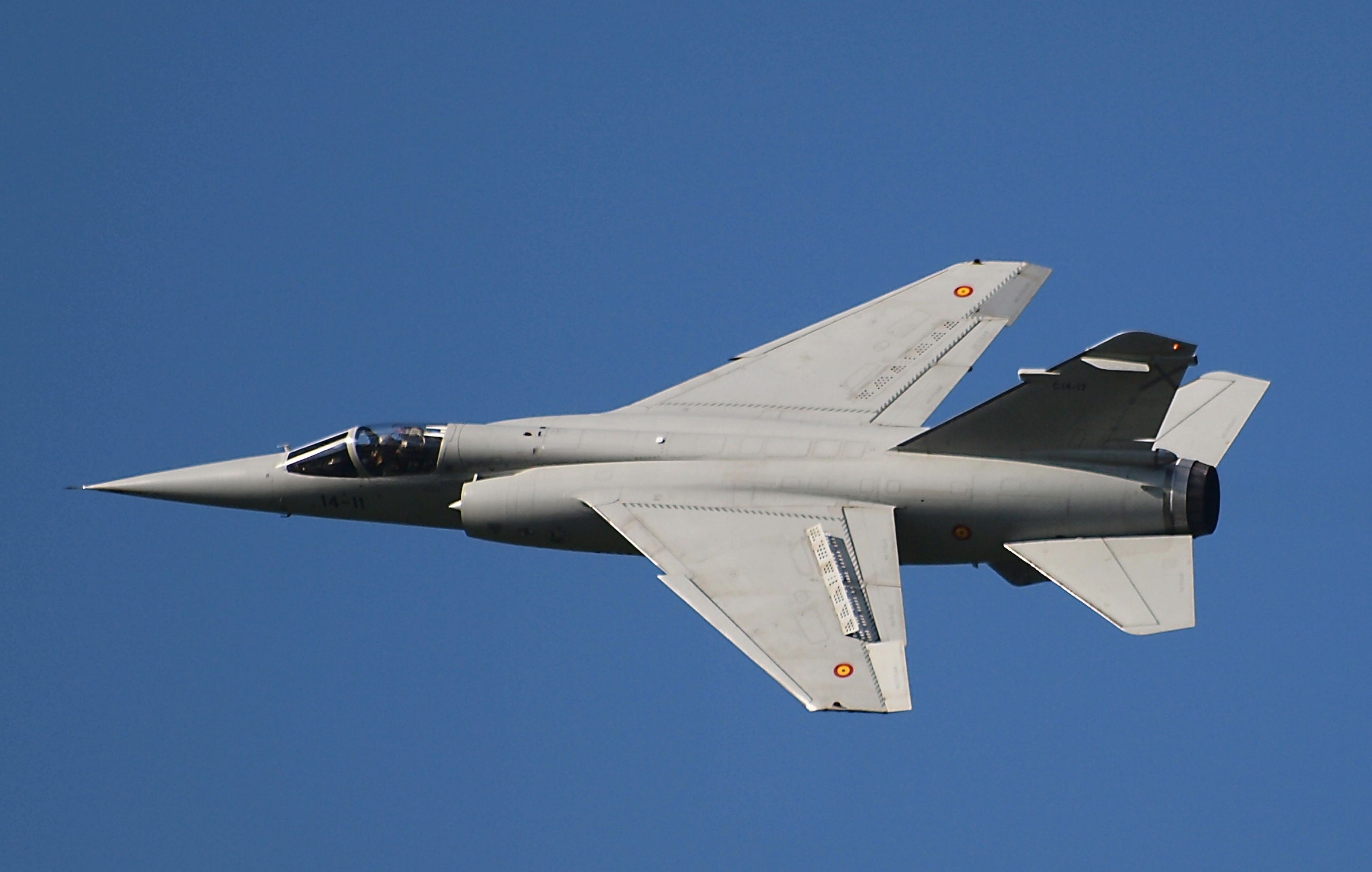
Un Mirage F1 dell'Ejército del Aire.

73 Mirage F1, sia del modello C sia del tipo E, hanno prestato servizio sia come caccia da superiorità aerea che come interdittori (E); oltre a questo gli spagnoli hanno anche acquistato gli aerei dal Kuwait durante gli anni novanta.

#### Sudafrica
Suid-Afrikaanse Lugmag
32 FG.AZ e 16 F1CZ sono stati comprati durante gli anni settanta, nonostante l'embargo internazionale a causa dell'apartheid, rivitalizzando la capacità operativa della SAAF e costituendo la forza di cacciabombardieri più potente del Sudafrica. Sono stati utilizzati in maniera estensiva e accreditati di almeno due MiG-21 agli inizi degli anni ottanta.
Uno dei Mirage F1 venne abbattuto nel 1987 da un missile, forse un SA-13, durante le centinaia di missioni d'attacco che la SAAF effettuò durante la guerra del 1986-87 contro cubani e angolani.
Ma un altro apparecchio ebbe maggiore notorietà, allorché due CZ attaccarono con un'azione di sorpresa un paio di MiG-23ML Flogger G cubani. Questi ultimi, invece di usare l'accelerazione per distanziare i Mirage, come in genere facevano, restarono e ingaggiarono una battaglia: un MiG lanciò contro uno dei sudafricani 3 missili, dei quali uno esplose vicino alla coda, danneggiando l'aereo e costringendo il pilota a un atterraggio su di un campo d'aviazione secondario, dove arrivò "lungo" e finì contro una pietra.
La macchina non ebbe danni gravissimi, ma il pilota, Arthur Piercey, venne lanciato dal seggiolino a razzo e ricadendo si fratturò la schiena. Il Mirage venne parzialmente usato per ricostruire un altro aereo rimasto incidentato, mentre il pilota, divenuto famoso per il suo incidente, ha scritto una memoria della sua azione diventata assai famosa, specie a Cuba.
Un esperimento che poi venne tentato dai Sudafricani, durante la metà degli anni novanta, fu la rimotorizzazione dei loro F1 con l'RD-33 dei MiG-29, naturalmente in un unico esemplare.
Questa operazione, che diede adito a molti commenti in quanto ci si aspettava semmai il ricorso a qualche fornitore occidentale (il Sudafrica era appena uscito dall'Apartheid), diede risultati che indicano bene la differenza tra il modesto Atar e un moderno turbofan di media potenza, con circa 1 t di spinta in più e caratteristiche generalmente molto più brillanti: raggio d'azione aumentato di 185 km, accelerazione e manovrabilità molto superiori, una tonnellata di peso al decollo in più e miglioramenti significativi in ogni aspetto operativo, come il tempo di passaggio dalla potenza minima a quella massima in circa 7 secondi. In sostanza, si trattava di capacità simili a quelle dell'F1 proposto per il concorso NATO e forse anche superiori.

### Confronto con il MiG-23
Confrontare queste due macchine è possibile e interessante, sia in termini tecnici sia operativi, essendo grossomodo coeve, monomotore, intercettori bisonici di seconda generazione. Inoltre hanno sia collaborato tra di loro sia rivaleggiato nelle tante aviazioni in cui hanno prestato servizio.

#### Tecnica e analogie
In termini di caratteristiche tecniche, il MiG-23 pesa a vuoto circa 10 tonnellate e al decollo 16, ovvero 3 e 1 più dell'F1, ma ha un motore con una spinta di oltre 12 tonnellate, circa 5-6 in più. Pertanto ha un rapporto potenza peso molto superiore, con i vari benefici che ne seguono (accelerazione, salita, capacità di sostenere virate strette, ecc.). I sistemi d'arma comprendono in entrambi i casi cannoni, con un set in un caso bicanna e nell'altro biarma, un carico di missili AAM di 4-6 unità, in alternativa 2-4 tonnellate di bombe o altre armi. Le specifiche parlano per entrambi di esigenze di intercettazione contro bersagli supersonici e ognitempo, con radar di media portata associato ad analoghi missili. Il raggio d'azione è rilevante, come anche la corsa di decollo assai breve.

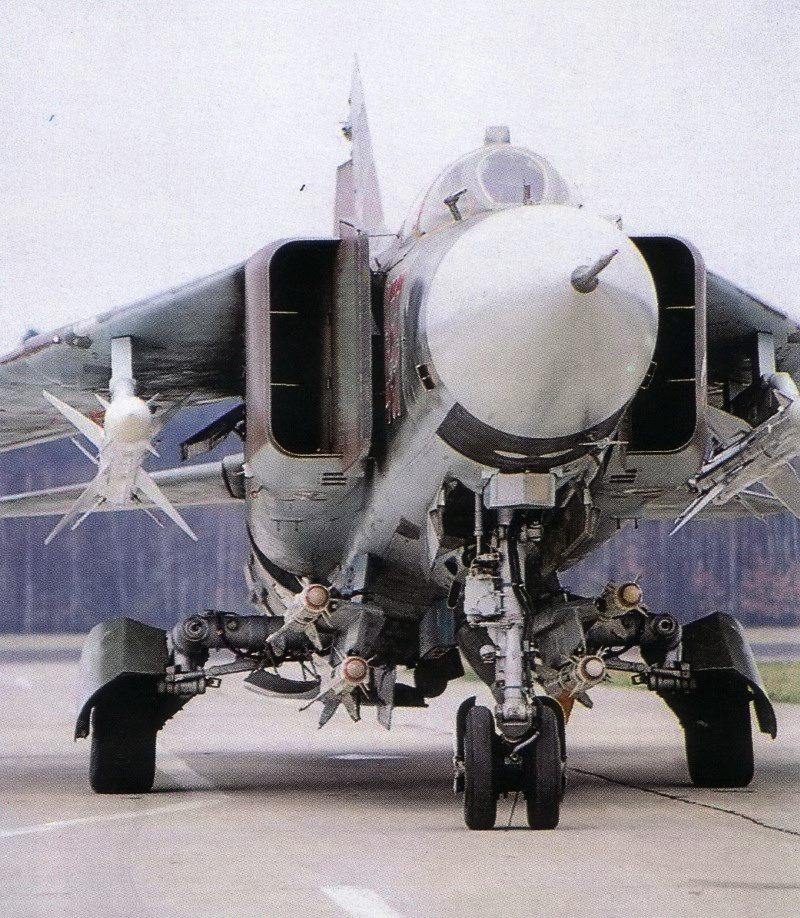
Primo piano di un MiG-23 con la dotazione di missili completa, inclusi i lanciatori doppi ventrali.

La soluzione sovietica si è rivelata molto più simile al Mirage G o anche all'F2, con un motore di grande potenza e ali a geometria variabile in volo, il che ha dato luogo a una maggiore complessità del disegno e a un maggior peso. Anche i piani ventrali di coda mostrano una differenza notevole, perché mentre nel Mirage vi sono 2 superfici piccole e fisse, nel MiG, caso unico tra i caccia, vi è un solo timone ventrale, ma a terra è ripiegato a lato automaticamente, con un ulteriore sistema idraulico. Il risultato non cambia molto rispetto alla soluzione del Mirage, ma è ovviamente raggiunto in modo più complesso. Il carrello d'atterraggio, assai più massiccio, è dotato di una simile geometria di estrazione, ma si tiene conto sia della maggiore massa, che della capacità di operare in campi d'aviazione di fortuna, tanto che tutte le ruote hanno dei parafanghi come dotazione standard. La postura a terra è invece assai diversa, con il Mirage che appare con il muso vagamente abbassato, mentre il MiG sembra "seduto" sulla coda.
Un ipotetico e più diretto equivalente del Mirage F1 sarebbe stato, se i sovietici avessero scelto la stessa via dei francesi, ovvero continuare con i caccia relativamente leggeri, una sorta di evoluzione del MiG-21, dotata di una struttura della fusoliera ingrandita per aumentare a circa 4.000 litri la dotazione di carburante, con il motore R-25 e un radar intermedio tra il Jay Bird e l'High Lark, ala in posizione alta e con rotaie alle estremità alari per missili a corto raggio.
Detto in altri termini, la tecnologia per ottenere un caccia leggero migliore del MiG-21, con un motore potente com'era il nuovo R-25 che avrebbe egregiamente fatto le veci dell'Atar 9K-50, coniugato a una fusoliera più voluminosa e a un'ala in posizione alta, avrebbe consentito di disporre di un velivolo simile all'F1, più capace del MiG-21 e meno costoso del MiG-23.
Esigenze eccessivamente severe hanno invece portato a una macchina assai più pesante e complessa, che pur prodotta in oltre 5.000 esemplari, non ha mai pienamente convinto del suo rapporto costo-efficacia (al di là di essere un velivolo assai potente in termini assoluti, tanto che esistono fonti che affermano che possa superare un F-16 in accelerazione), mentre d'altro canto proseguiva la produzione del limitato MiG-21, che nel modello Bis aveva un motore da 7,5 tonnellate di spinta statica chiaramente sprecato per tale cellula, con pochissimo spazio per avionica (radar Jay Bird) e serbatoi di carburante (3.000 litri).
Alcuni prototipi derivati dal MiG-21, andavano proprio nella direzione di dare vita a una macchina con migliore carico utile, radar migliorato e muso modificato, ma sono rimasti senza seguito.

#### In volo
I Mirage F1 nominalmente erano e sono macchine più agili e facili da pilotare, ma i MiG, se riescono a tenere alta la velocità di combattimento, possono competere efficacemente grazie alla loro potenza bruta a qualunque velocità, specialmente in regimi transonici. Questo perché le manovre possono essere eseguite in maniera brusca, ma con grande consumo di potenza a causa dell'attrito generato dalla traiettoria non lineare a velocità elevate; pertanto un caccia con un elevato rapporto potenza-peso risulta avvantaggiato, posta una non drammatica differenza di resistenza aerodinamica.
Il MiG-23M "Flogger-B", con un peso a vuoto-massimo di 10 000-18 000 kg e un motore da 12 500 kg di spinta statica, nonché l'ala a geometria variabile, è certamente assai capace di mantenere l'energia di manovra necessaria, ma i MiG-23ML "G" erano 1 300 kg più leggeri e con 500 kg di potenza in più, con la possibilità se necessario di accelerare persino durante una salita verticale (a carburante ridotto), cosa che li poneva in grado di uscire con rapidità dall'attacco di armi nemiche.
In termini di operatività generale, i Mirage F1, nonostante un motore molto meno potente, riescono a essere delle macchine migliori dei MiG-23 anche per via dell'avionica multiruolo. Esse sono dotate di un motore di appena 7 tonnellate di spinta, hanno una semplice ala a freccia moderata senza parti mobili complesse come quelle dell'ala a geometria variabile, e nonostante ciò hanno un raggio d'azione, una velocità e un armamento almeno pari, sono più agili ed economici, mentre sono un poco inferiori come intercettori per salita, accelerazione e tangenza. La manutenzione, data la sostanziale semplicità del velivolo, non comporta particolari problemi e procedure eccessivamente lunghe.
Il MiG ha, d'altra parte, un'impostazione maggiormente difensiva (anche perché per gli attacchi vi è il MiG-27) e vanta tra l'altro un grosso radar (con la possibilità di maggiori prestazioni a parità di tecnologia) con modalità limitatamente LD/SD, (non è chiaro se abbia un vero filtro doppler, anche perché i radar imbarcati sono stati migliorati di continuo), un sistema IRST di visione infrarossa e un sofisticato data-link per la guida verso il bersaglio da parte della rete di terra.

#### Esperienze belliche
Con i colori iracheni e libici hanno combattuto fianco a fianco e, grazie al fatto che i primi modelli di MiG "export" erano molto semplificati, i Mirage sono stati preferiti, anche per i loro missili R.550 Magic. La differenza nel ruolo del combattimento aria-aria è stata peraltro praticamente annullata con l'arrivo degli AA-8 Aphid, oltre che dei missili R-24 AA-7 Apex.
In Africa australe hanno invece combattuto l'uno contro l'altro. Il confronto, data la differenza di impiego, è assai difficile da interpretare, in quanto i Mirage attaccavano a bassa quota, in "guerriglia aerea" con lanci di bombe a frammentazione contro truppe allo scoperto, mentre i MiG, al contrario, non dovendo temere alcuna difesa aerea sudafricana ad alte quote, operavano come caccia e quando usati per attacchi al suolo, operavano da oltre 1 800 metri di quota.
I missili FIM-92 Stinger, a ulteriore prova del valore "politico" di tali armi, erano diventati infatti anche in Angola una minaccia tale da sconsigliare di entrare nel loro raggio d'azione, ed esistevano anche altre armi, specie mitragliere antiaeree, che potevano costituire un pericolo concreto. Così i MiG cubani attaccavano da media quota, ma dato che la vegetazione copriva praticamente tutti i bersagli, solitamente erano resi incapaci di trovare i loro bersagli. La stessa politica di attacco a medie quote è d'altra parte sempre stata cara anche agli occidentali, come in Vietnam, in Iraq o in Serbia, per limitare le perdite di aerei durante gli attacchi, posta la superiorità aerea acquisita e la limitata minaccia dei sistemi antiaerei pesanti.
I risultati, anche con le tecnologie più moderne, sono stati soddisfacenti solo su terreni privi di copertura, come testimoniano i 79 giorni di campagna aerea sul Kosovo durante la guerra del 1999, con un totale, secondo alcune fonti, di appena 16 carri serbi distrutti.
Negli scontri aerei realmente verificatisi, i MiG-23 erano capaci di usare la superiore accelerazione del loro potente motore per evitare il combattimento o permanervi a piacere, e questo nonostante caricassero missili pesanti come gli AA-7 Apex, quando i Mirage sudafricani non avevano altro che due Kukri o Magic. I Mirage invece non riuscivano, con i loro missili a corto raggio, ad attaccare i MiG in disimpegno, ma d'altro canto con quelli a medio raggio sarebbe stato anche più difficile serrare le distanze e aprire il fuoco, e certamente non sarebbe stato possibile farlo di sorpresa. Gli R.530 disponibili erano comunque troppo vecchi (e penalizzanti dal punto di vista del raggio d'azione) per essere usati con successo. Altra cosa sarebbe stato l'uso dei Super R.530, che erano peraltro indisponibili oltre che a porre dei limiti di raggio d'azione alle macchine sudafricane, che anche con carichi leggeri erano in difficoltà combattendo al di sopra dell'Angola.
| Dati fondamentali | MiG-23 Flogger G | Mirage F1 C |
| ----------------- | --- | --- |
| Spinta motore     | 13 000 kg | 7 200 kg |
| Pesi              | 10 000/16 000 | 7 400/15 000 |
| Armamento         | cannoni, missili corto/medio raggio, bombe e razzi | cannoni, missili corto/medio raggio, bombe e razzi                                                                                       |
| Prestazioni       | Mach 1+/2,3 secondo la quota, salita 250 ms, raggio circa 1 000 km, tangenza 18.000 m, accelerazione eccellente, capacità operazioni aeroporti improvvisati e STOL | Mach 1+/2,3 secondo la quota, salita 210 ms, raggio 1 200 km, tangenza 18 000 m, accelerazione media, no aeroporti improvvisati, no STOL |
| Agilità           | Angolo attacco sostenibile: circa 20 gradi, agilità mediocre a media velocità, buona ad alta o bassa.                                                              | Angolo attacco sostenibile: circa 17 gradi, agilità eccellente a media velocità, discreta sotto o sopra tale fascia                      |
| Elettronica base  | Radar limitatamente LD/SD con 80 km portata, IRST, RWR, datalink                                                                                                   | Radar con 50–80 km portata, RWR |

### L'occasione perduta NATO

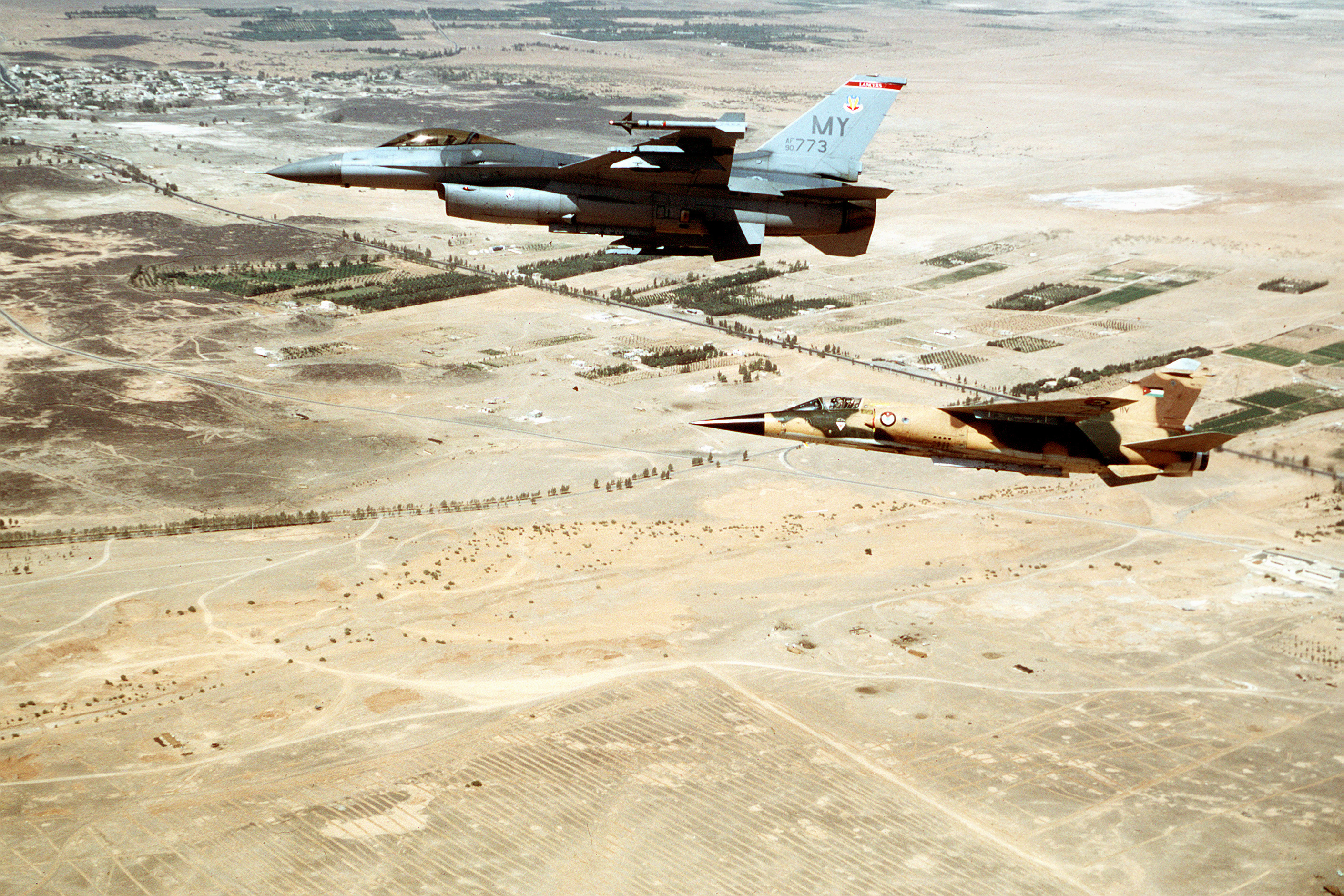
Un F-16 dell'USAF e un Mirage F1 della Royal Jordanian Air Force.

Durante gli anni settanta, il concorso indetto dalla NATO per un nuovo caccia, l'ultimo del genere, avrebbe portato al sostituto dell'F-104, e data la quantità di aerei in gioco, il contratto venne definito "del secolo". Vinse l'F-16 Block 10, ma il secondo classificato, a poca distanza, fu proprio il Mirage F1E. La vittoria del caccia della General Dynamics era ineccepibile in termini assoluti, data la sua rivoluzionaria tecnologia in ogni ambito progettuale, relativamente a cellula, radar, abitacolo, motore.
L'aereo fu inizialmente designato "Mirage F1E", fino a quando tale denominazione è stata usata per la variante multiruolo da esportazione, e poi "Mirage F1M-53".
Tutto questo però comportava un costo più elevato, e il robusto e semplice Mirage F1, proposto in quanto il Mirage 2000 non era ancora disponibile, era pure un ottimo apparecchio in termini di costo-efficacia. Era rimotorizzato con il nuovo M-53 da circa 9.000 kg di spinta, il quale contribuiva a ridurre molto la differenza tra i due e rimediava, sia pure senza raggiungere i livelli americani, alla principale manchevolezza dell'F1, l'insufficienza di potenza. Valutazioni politiche e industriali ebbero infine l'ultima parola e l'F-16 è divenuto, senza rimpianti, il caccia NATO di nuova generazione.
Sorprendentemente, l'F1E con motore M-53 non ha avuto seguito nemmeno all'estero, dove pure la sua potenza sarebbe stata certamente apprezzata. Verosimilmente, la concorrenza diretta con il Mirage 2000 qui ha determinato l'abbandono della commercializzazione del modello più vecchio, che come spesso accade nella storia dell'aviazione, avrebbe potuto ostacolare il successo della macchina di nuova generazione in fase di lancio.

### In volo con l'F1

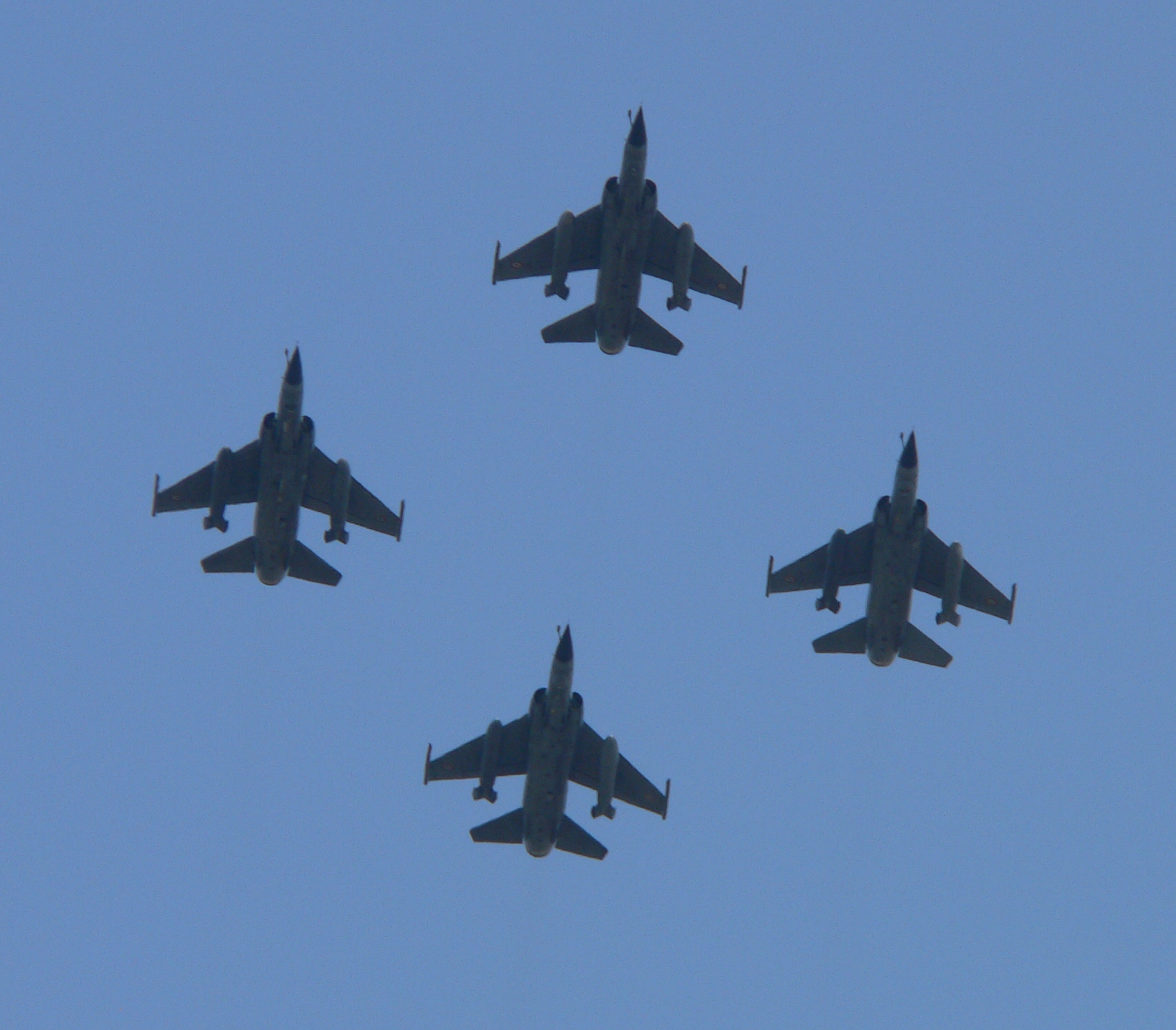
Una formazione di quattro F1 in volo. Queste macchine hanno buone capacità acrobatiche, ma non sono usate da parte di nessuna pattuglia acrobatica. Questi velivoli sono, in particolare, i ricognitori CR.

Calato nello stretto abitacolo del caccia francese, il pilota ha una buona visione dell'esterno, grazie al muso appuntito e al tettuccio con montanti di piccolo spessore. Questo permette di vedere assai bene frontalmente, grazie anche alla struttura del parabrezza, con due montanti paralleli e sottili, che non intralciano la visuale direttamente in avanti. Buona anche la visuale sui lati e al di sopra, ma bisogna prestare attenzione nel settore posteriore, a causa delle pur piccole prese d'aria e delle ali in posizione alta. Peraltro la distanza dell'abitacolo da tali strutture rende questo problema meno grave di quanto si potrebbe immaginare, ed esiste almeno uno specchietto retrovisore. Sul davanti invece non vi sono problemi, anche se il muso, oltre che sottile, è assai lungo.
In rullaggio ci si avvia verso un decollo semplice ma con la dovuta attenzione riguardo alla ridotta potenza disponibile quando si è a pieno carico. Una volta in volo a sufficiente velocità è possibile usare l'aereo in strette manovre acrobatiche, cercando di guadagnare energia di manovra prima di eseguire manovre molto "tirate", perché il motore non può sostenere le manovre più pesanti compensando l'aumento della resistenza. Inoltre la potenza non è regolabile con la dovuta disinvoltura, tipica dei duelli aerei, pertanto le manovre devono essere affrontate con una certa preparazione, tenendo conto della dovuta compensazione nel comportamento dell'aereo, che tende ad abbassarsi di muso. La struttura robusta e semplice da gestire dell'aereo e l'ala di buona superficie, nonché un'aerodinamica senza vizi particolari, consentono sicurezza delle manovre. La velocità di salita e l'accelerazione sono buone, ma non eccezionali. La quota di tangenza è elevata, ma raggiungerla richiede qualche minuto in più di molti altri caccia, anche di vecchia generazione.
Il Mirage rende al meglio in termini di velocità di virata attorno agli 850 km/h, oppure, con gli slat estesi, attorno ai 550. Per le virate strette bisogna anche tenere d'occhio l'indicatore dell'angolo d'attacco, che a 12 gradi già segnala una condizione di sensibile difficoltà, con l'indurimento della cloche, mentre raggiungendo i 17 gradi la macchina, in configurazione aria-aria, non ce la fa a tenere la quota e anche a tutto motore tende a stallare. Si consideri che il Saab 37 Viggen o l'F-16 riescono a tenere i 25-30 gradi, mentre anche il MiG-23MLD può superare i 20.
In termini di consumo, l'Atar 9K-50 raggiunge valori dell'ordine dei 260 litri al minuto, che corrispondono a circa 15 minuti a pieno postbruciatore, assai confortevole rapportato ad altri apparecchi da caccia dal momento che il carburante ha un rapporto, rispetto alla spinta, di 1:2,5 (kg di carburante verso chili di spinta). Un Viggen ha un rapporto di 1:3 e, a causa della potenza esuberante, la sua autonomia a piena potenza scende a circa 7 minuti, complice anche la turboventola ad alto rapporto di diluizione derivata da un modello civile (ideale per il volo in crociera, l'opposto per la piena potenza).
In termini di attacco al suolo vi sono carichi di bombe dell'ordine di 1-2 tonnellate, mentre come carico aria-aria vi sono 2 missili a corto raggio e 2 a medio, abbinati a 1 serbatoio da 1300 L. Se vi sono esigenze di maggiore autonomia vengono portati 2 serbatoi subalari e un solo missile a medio raggio. Dovendo giocarsela con 3 soli dei punti d'aggancio, non vi è modo di portare sia 2 missili a medio raggio sia 2 serbatoi, e lo stesso vale per i missili Exocet antinave, per cui risulta difficile raccordare un raggio d'azione elevato assieme a un armamento pesante.
Infatti il Mirage F1 è dotato di due attacchi per missili aria-aria a ricerca IR alle estremità alari, un attacco "bagnato" ventrale e quattro attacchi subalari (due sotto ogni ala) di cui solo i due più interni sono "bagnati" (adatti quindi ad agganciarvi serbatoi supplementari) e dotati della componentistica necessaria al trasporto e al lancio di missili quali R530 ed Exocet. Solo nella versione F1E si è predisposto all'uso di missili di questo tipo anche i piloni subalari esterni, consentendo in via teorica configurazioni comprendenti tre serbatoi supplementari (uno ventrale e due subalari ai piloni interni), due missili aria-aria a homing semi-attivo R530 o antinave Exocet ai piloni subalari esterni e due missili aria-aria a guida IR R550 Magic alle estremità alari: tale configurazione era comunque adatta solamente a missioni a lungo raggio, durante le quali non si dovesse prevedere un contrasto aereo da parte di caccia avversari, per cui non è una configurazione che sia poi effettivamente stata usata.
In missione di ricognizione, il Mirage F1CR può ricorrere a sensori di vario genere, con una capacità di ricognizione tattica ognitempo abbinata a sistemi di navigazione inerziale e GPS, ma per la navigazione a vista vi sono anche le carte aeronautiche in scala 1:50.000.
In azioni di attacco, i CR e i CT, come anche molti sottotipi E, hanno un HUD interfacciato con un telemetro radar o laser, con un computer balistico che calcola il punto d'impatto delle armi aria-terra, con attacchi in picchiate leggere a circa 900 km/h. Per le azioni contro obiettivi difesi, la tecnica è il lancio in cabrata con inizio da 10 km, salita a 30 gradi e rilascio da circa 5 km dalla posizione del bersaglio, così da disimpegnarsi subito dopo in picchiata. Il calcolatore ha una funzione che consente di eseguire il lancio automatico delle armi appena viene raggiunta la geometria adatta alla parabola balistica delle armi impiegate. Le caratteristiche di precisione del velivolo nel tiro sono state molto migliorate dal computer di tiro, ma solo l'ultima generazione di F1 ne è stata dotata.
Al rientro sulla pista d'atterraggio dell'aeroporto, il Mirage deve abbassare la velocità il più possibile, e tenere conto dei pesi ancora a bordo, poiché la corsa di atterraggio tende a essere assai lunga, e i freni non sono straordinariamente efficienti.

### Epilogo
Il Mirage F1 si è dimostrato, nel suo insieme, un'ottima macchina bellica, nonostante il motore sia decisamente inferiore a quanto desiderabile, con una struttura base semplice, leggera, economica, robustissima, capace di elevata agilità e velocità, con un armamento straordinariamente vario e superato in versatilità solo dall'F-18 Hornet, molto più costoso e lento, oltreché di ridotto raggio d'azione.
Il Mirage a un certo punto è stato anche valutato per l'impiego sulle portaerei francesi, ma prevalse il Dassault Super Étendard, con il risultato di tenere gli ormai obsoleti Vought F-8 Crusader (per via delle loro prestazioni supersoniche) in servizio fino all'avvento dei Dassault Rafale M.
Persino il successivo Mirage 2000 ha qualche pecca se comparato all'F1, in particolare in termini di autonomia, dato il maggior consumo del suo potente motore a parità di carburante. In questo senso, il principale punto debole dell'F1, il motore di ridotta potenza (e caratteristiche complessive), sembra costituire in un certo senso un punto di forza. Naturalmente, le doti di agilità del Mirage 2000 sono migliori (ma non di molto), mentre l'avionica era inizialmente solo comparabile con i più avanzati F1 (Super R.530F e radar RDM). Il carico utile non beneficiava certo dell'ala bassa, limitando il volume dei carichi.
Il costo del Mirage 2000 era invece molto superiore, oltrepassando i 20 milioni di dollari, e questo spiega bene perché la maggior parte degli utenti dell'F1 abbia preferito tenere questi validi aerei il più a lungo possibile, senza sostituirli con i nuovi Mirage. Di fatto, quasi tutti gli utenti li tengono in servizio, e quelli che se ne sono privati lo hanno fatto solo dopo averli sfruttati al massimo. Spesso però non sono stati nemmeno sottoposti a profondi aggiornamenti, prevalentemente per cause economiche.
Eppure, il successo dei Mirage III e la modernità dei Mirage 2000, unitamente al ritardo considerevole (lo sviluppo ebbe inizio nel 1964 e l'entrata in servizio avvenne solo nel 1973) ha relegato il Mirage en flèche a un certo oblio, anche a causa della tempistica nella produzione, che lo ha visto contrapporsi in contemporanea prima alle versioni avanzate del famoso predecessore e poi al suo moderno discendente, lasciando il pur interessante F1 in un "binario morto" dell'evoluzione aeronautica.

## Versioni

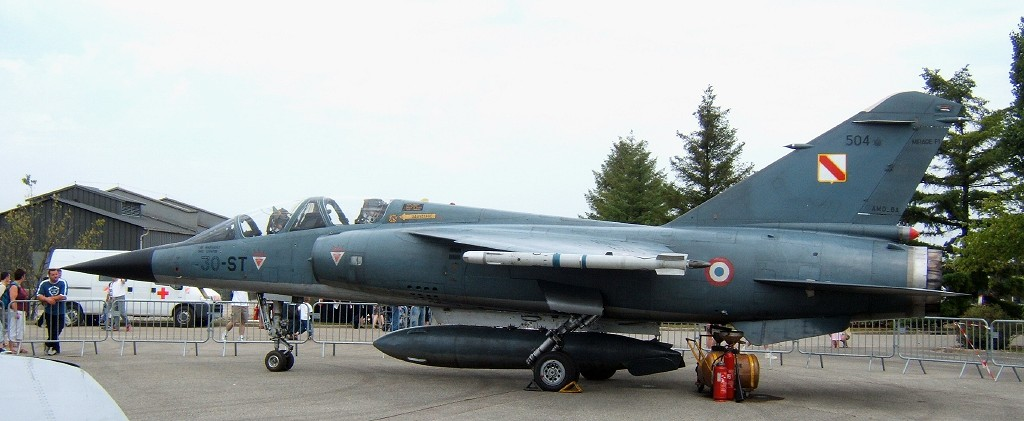
Un Mirage F1B

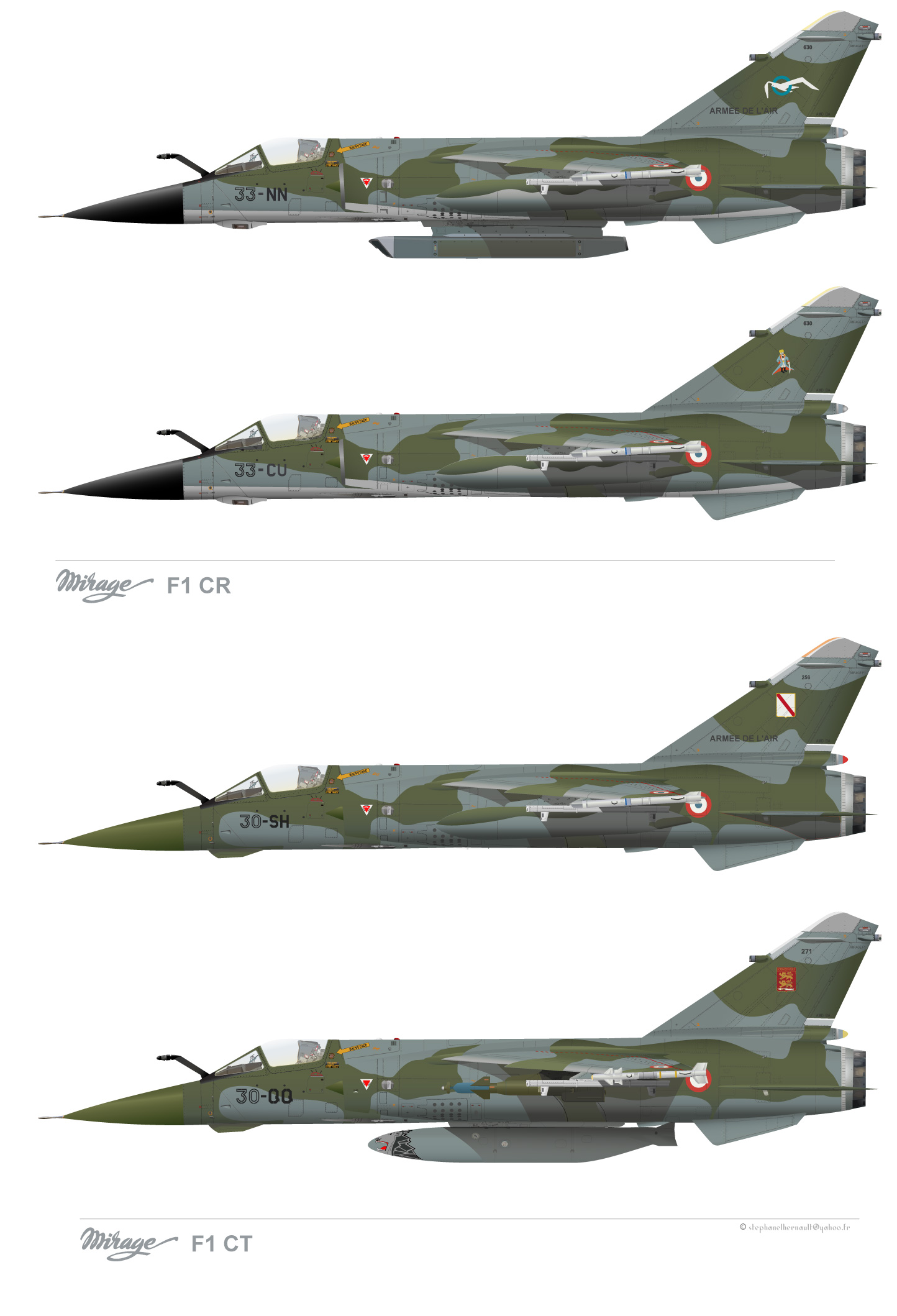
Mirage F1CR e CT Armée de l'air.

Quelle che seguono sono le versioni principali del velivolo, ma sottoversioni allestite a seconda delle esigenze dei clienti sono nominate nel paragrafo relativo agli utilizzatori.
- il Mirage F1 A, monoposto da attacco al suolo diurno;
- il Mirage F1 B, biposto da addestramento;
- il Mirage F1 C, monoposto intercettore;
- il Mirage F1 C-200, Mirage F1 C dotati di una sonda per rifornimento in volo fissa;
- il Mirage F1 CR, monoposto da ricognizione tattica;
- il Mirage F1 CT, monoposto da attacco al suolo;
- il Mirage F1 D, versione da esportazione del Mirage F1 B;
- il Mirage F1 E, versione da esportazione del Mirage F1 C;
- il Mirage F1 R, versione da esportazione del Mirage F1 CR;
- il Mirage F1 M-53, versione per il concorso NATO, non prodotta.

### Mirage F1A
Modello da attacco al suolo e caccia diurna. È una versione "degradata" dell'F1C standard in quanto equipaggiato solo di un radar telemetrico (modelli degradati simili apparvero anche per i Phantom e i MiG-23). Esportato in piccole quantità in paesi come Sudafrica (Mirage F1AZ) e Libia (Mirage F1AD).

### Mirage F1B/D
Versioni biposto da addestramento del modello basico C. Generalmente usata per compiti di seconda linea, non ha i cannoni, ma possiede quasi tutte le capacità del tipo monoposto. La B è la versione per l'Armée de l'air, la D quella per l'esportazione.

### Mirage F1C
Modello basico da caccia, prodotto prevalentemente per le esigenze francesi. Radar standard Cyrano IV, 1-3 missili R.530 o Super R.530; generalmente sono assenti i carichi aria-superficie teoricamente utilizzabili, in quanto l'F1C è una macchina utilizzata prevalentemente come caccia intercettore. La versione con la sonda fissa per il rifornimento in volo, vantaggiosa nonostante una certa perdita di prestazioni (non nota nella sua entità), è chiamato F1C-200.

### Mirage F1E
Modello multiruolo, con vari standard di equipaggiamento (almeno 7, da E1 a E7); esportato prevalentemente in Iraq e capace, nelle varie sottoversioni, di trasportare Exocet antinave o missili Super R.530D.

### Mirage F1CR/R
Caccia ricognitore da esportazione (R) e in servizio con l'Armée de l'air (CR).
Sofisticate apparecchiature di navigazione e attacco, con un computer balistico e un vero HUD, per la prima volta nelle macchine francesi. Il Mirage F1CR è stato tra gli ultimi apparecchi di questo tipo a essere prodotto, con entrata in servizio nel 1984 e cessazione della produzione attorno al 1987. Esistono pod esterni di vario tipo e macchine fotografiche interne diurne e a infrarosso.
- Tra queste vi sono le camere OMERA 33 e 40, la prima usata per la mappatura a media quota, la seconda per le fotografie a bassa quota diurne.
- Il pod da ricognizione RP35P ha invece 2 macchine da presa con focale di 600 mm, una verticale e l'altra obliqua. Esso serve per le riprese a medie quote. Per allineare la macchina sugli obiettivi da fotografare vi è un traguardo sul tettuccio oppure in maniera automatica, con il sistema di navigazione inerziale e più di recente, il GPS.
- Per operazioni diurne e notturne vi è il sistema termico SAT Super Cyclope, che è installato in una stiva ventrale e viene tenuto raffreddato a meno 193 gradi. Esso è così in grado di sentire differenze di 0,15 gradi e fornire immagini in bianco e nero risultanti.
- La ricognizione in condizioni ognitempo comprende anche lo SLAR 2000 RAPHAEL TH, sistemato in un pod sotto la fusoliera. Capace di "vedere" e memorizzare strisce di 100 km per 40 di larghezza (solo a una quota relativamente elevata), esso può memorizzare i dati e trasmetterli fino a 350 km di distanza, con un grande vantaggio operativo perché i dati sono prontamente processati dalle consolle informatiche a terra, come le CINNA 3.
- Per ascolto elettronico ELINT esiste il sistema ASTAC (dal 1994) con un set di antenne esterne.

I cannoni sono assenti, sempre presente invece la possibilità di trasportare bombe e missili R.550, che lo rendono praticamente un cacciabombardiere-ricognitore (usato come tale nel Golfo, con attrezzature per la ricognizione assieme ai missili e 2-4 bombe da 250 kg). Sempre presente anche la sonda per il rifornimento in volo (con la denominazione di CR.1-200).

### Mirage F1CT
Aggiornamento della versione C con capacità di attacco al suolo, per le esigenze dell'aeronautica francese. 55 le macchine interessate, con ECM e radar Cyrano IVMR con modalità aria-superficie avanzate. Inizio consegne delle macchine così modificate dal 1994.
Armamenti:
- missili A/A a corto raggio IR: MATRA R550 Magic I, AIM-9 J, AIM-9 B.
- missili A/A a medio raggio: MATRA R530 IR and EM.
- lanciatori di razzi A/G: MATRA F1 and F4.
- Bombe antipiste Durandal ed a grappolo Belouga.
- Bombe a caduta libera e/o paracadutate SAMP.
- Bombe a guida Laser: GBU-10, GBU-12 and GBU-16.

Caratteristiche:
- Doppio sistema di controllo del volo, elettroidraulico e fly by wires.
- radar Cyrano IV-M radar.
- Sistema di navigazione: Navigation Indicator (IDN), TACAN, VOR.
- Radio: TRAP 136 e TRAP 137B.
- Sistema di mira a testa alta elettromeccanico Thomson (un predecessore dei moderni HUD).
- Sistema di contromisure ALE-40 (chaff e flare).
- RWR.

### Mirage MF2000

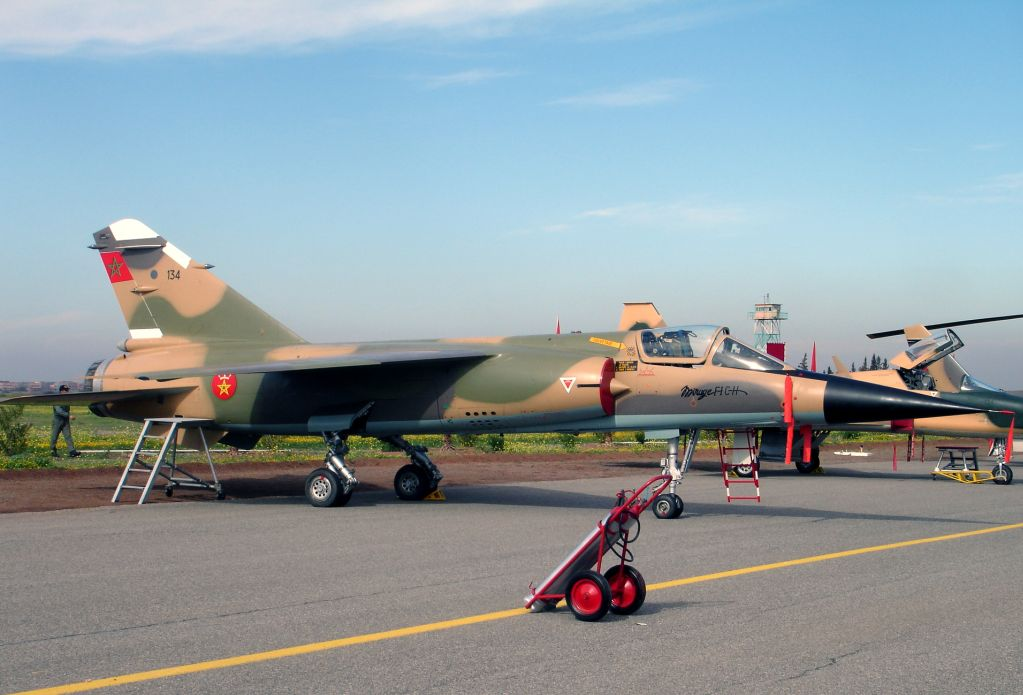
Un Mirage F1CH della RMAF.

La MF2000 è un aggiornamento completo da ASTRAC per il Marocco, con un motore migliore e un nuovo pacchetto avionico basato su quello del Mirage 2000.
- Helmet-mounted display (HMS) Un display montato sul casco
- Radar RDY-3 (multifunzione)
- Democles Pod per la designazione Laser
- Capacità di usare i missili: Exocet AM.39, R550 Magic II, MICA EM IR, AASM
- Radar warning receiver (RWR)
- Sistemi di navigazione GPS ibrido SIGMA

Aggiornamento ASTRAC per il Marocco: Prima e Dopo
La MF2000 rappresenta il più moderno programma di ammodernamento mai innestato a questo aereo da combattimento.
Con questa macchina, l'evoluzione del Mirage F1 è terminata. Ecco le principali differenze tra le versioni del velivolo, in termini di equipaggiamento, ruoli, armi.
| Dati fondamentali                | Mirage F1A       | Mirage F1C   | Mirage F1B/D | Mirage F1E        | Mirage F1CR/R | Mirage F1CT      | Mirage MF2000 |
| -------------------------------- | ---------------- | ------------ | ------------ | ----------------- | ------------- | ---------------- | ------------- |
| Ruolo primario                   | attacco al suolo | difesa aerea | addestratore | cacciabombardiere | ricognitore   | attacco al suolo | multiruolo    |
| Equipaggio                       | 1                | 1            | 2            | 1                 | 1             | 1                | 1             |
| Missili aria-aria a corto raggio |                  | Sì           | Sì           | Sì                | Sì            | Sì               | Sì            |
| Missili aria-aria a medio raggio |                  | Sì           | Sì           | Sì                | No            | Sì               | Sì            |
| Missili aria-superficie          |                  | No           | No           | Sì                | No            | Sì               | Sì            |
| Cannoni interni                  |                  | Sì           | No           | Sì                | Sì            | Sì               | Sì            |
| Apparati ricognizione            |                  | No           | No           | No                | Sì            | No               | Sì            |
| Radar Cyrano                     |                  | Sì           | Sì           | Sì                | Sì            | Sì               | RDY-3         |
| Navigazione inerziale            |                  | No           | No           | Sì                | Sì            | Sì               | Sì            |

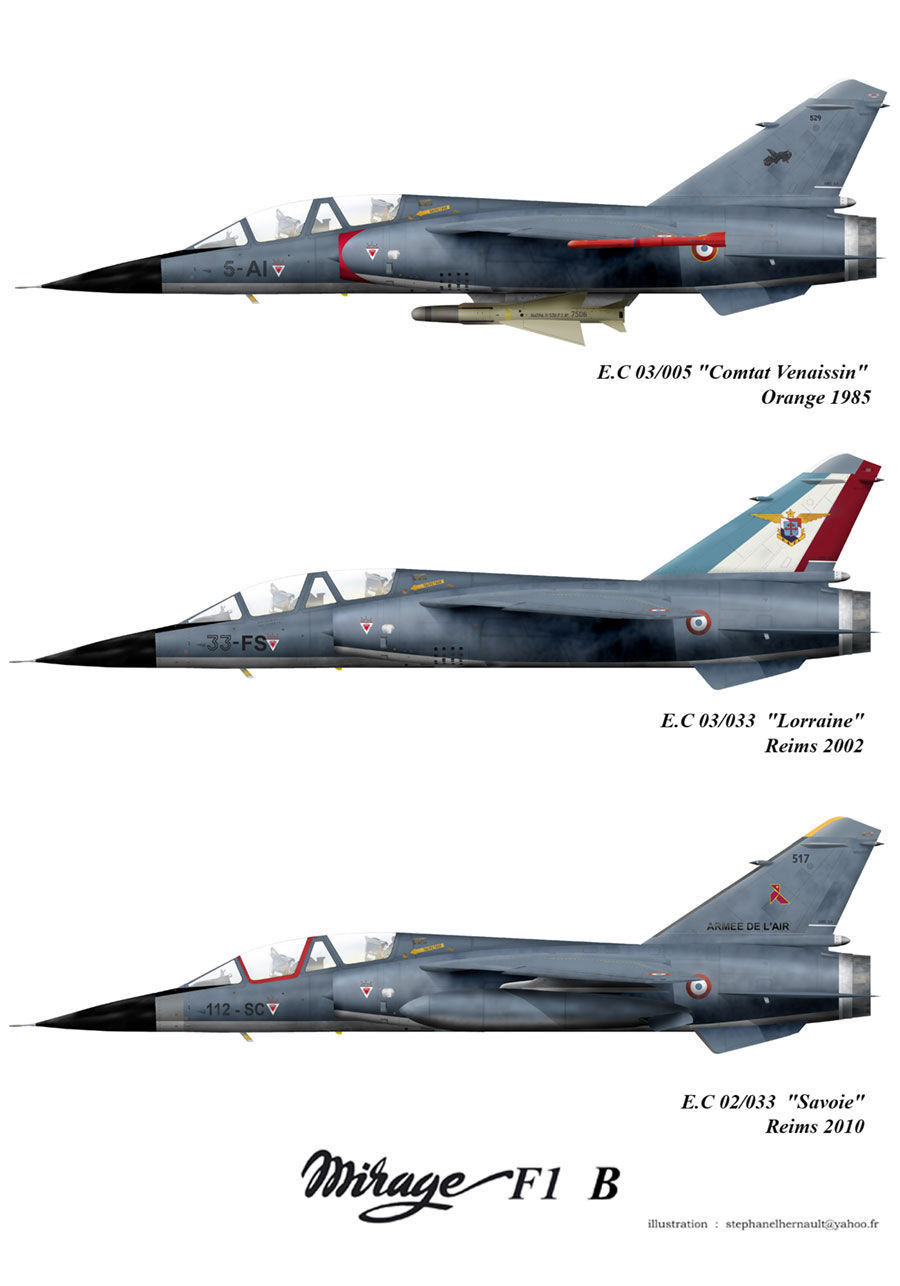
Mirage F1B Armée de l'Air
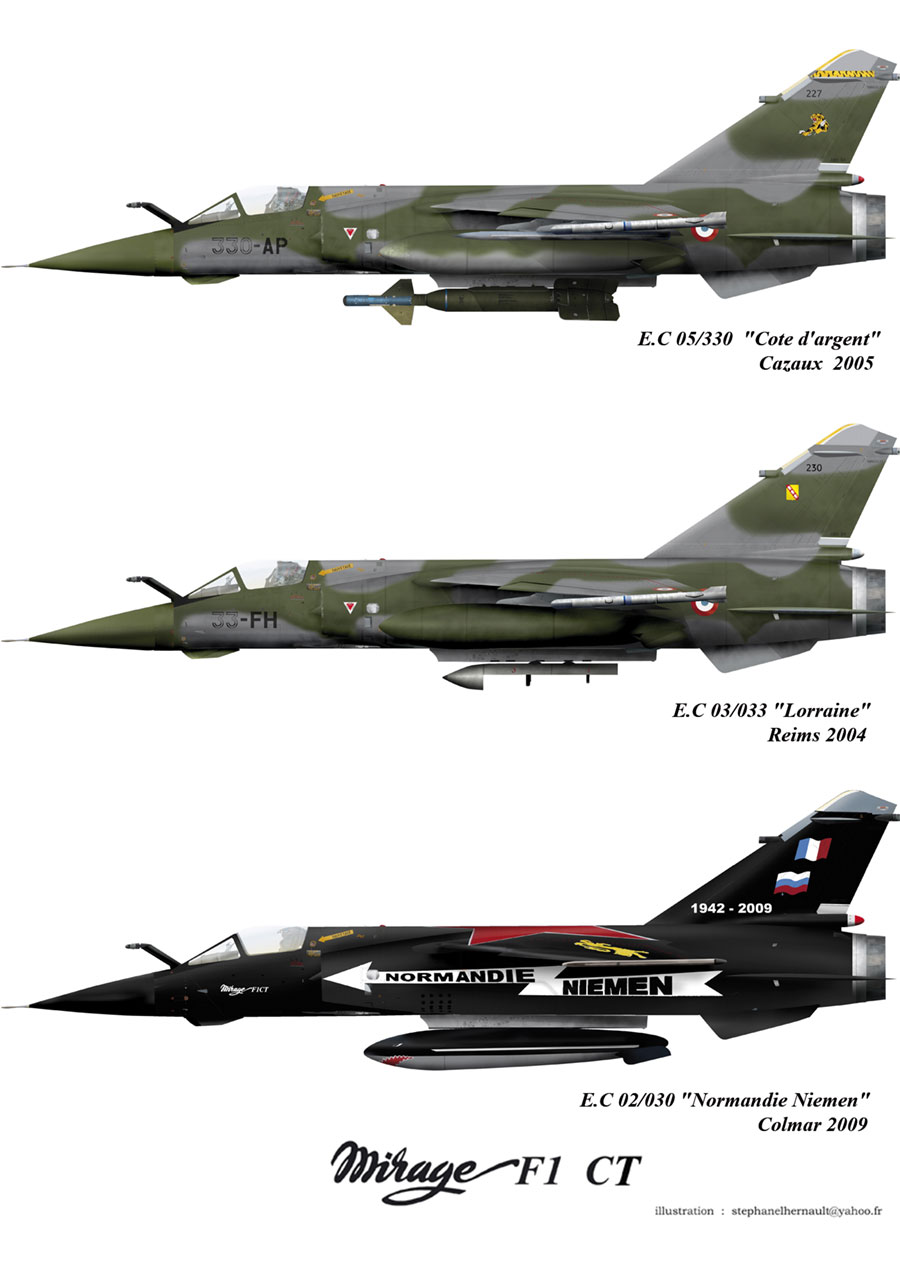
Mirage F1CT Armée de l'Air
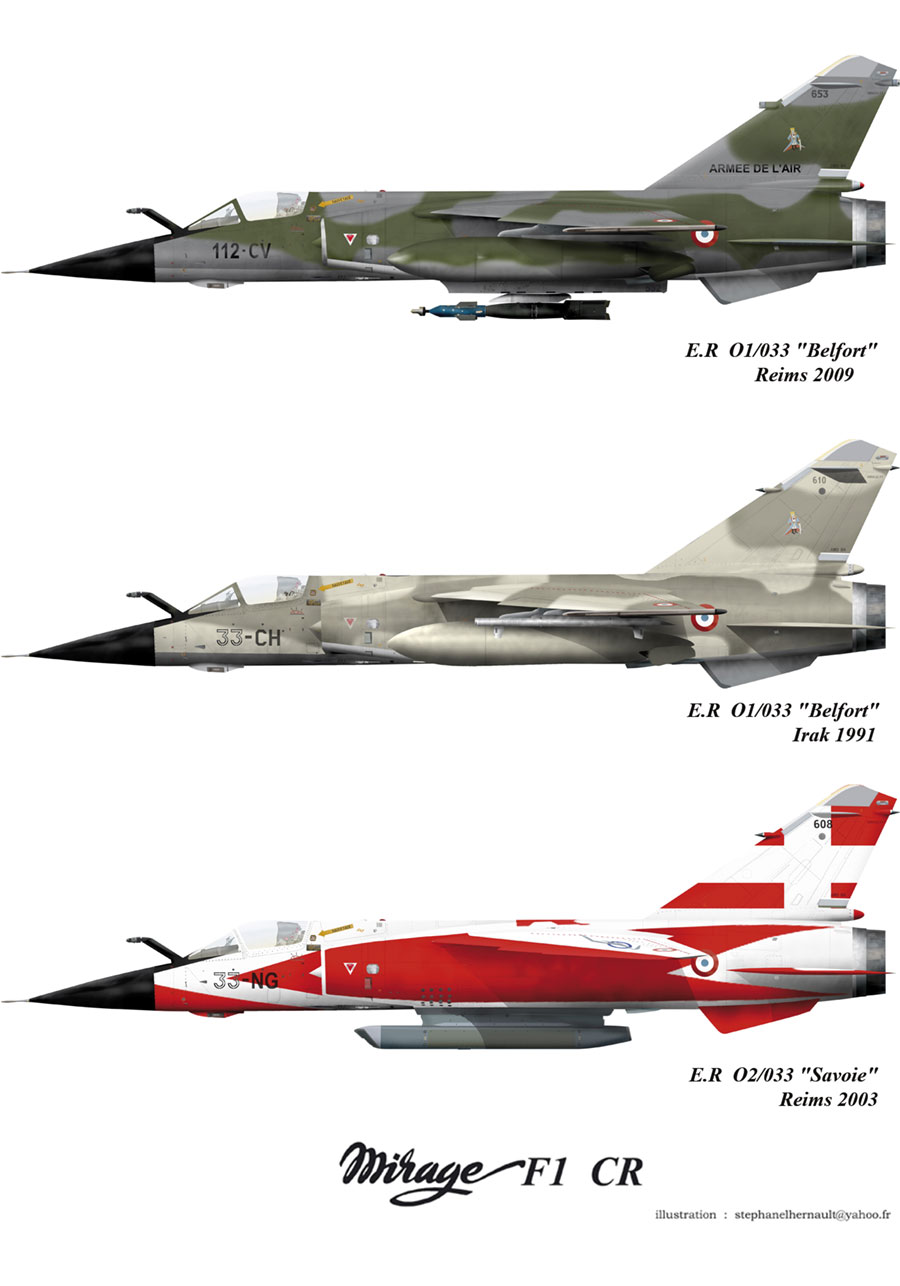
Mirage F1CR Armée de l'Air
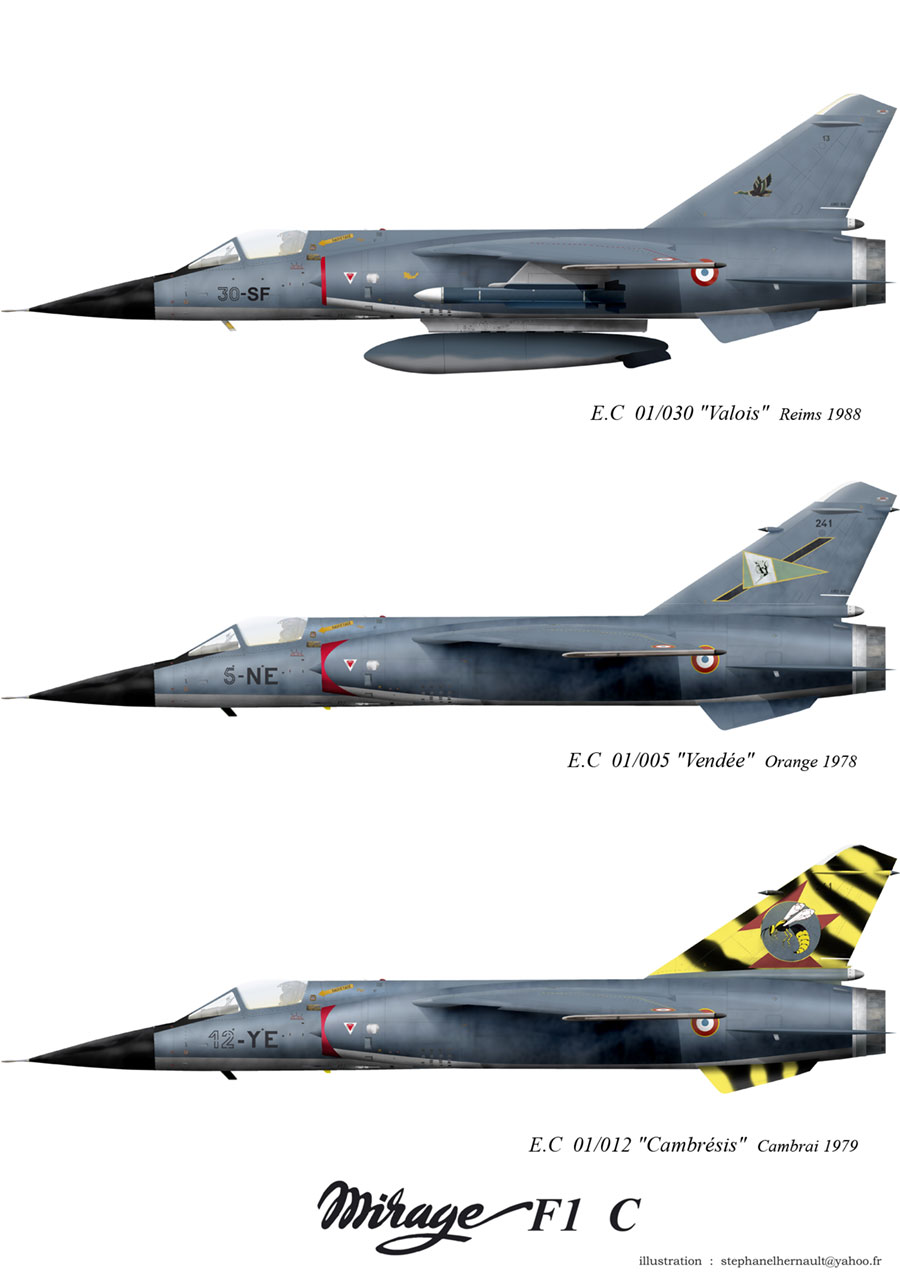
Mirage F1C Armée de l'Air
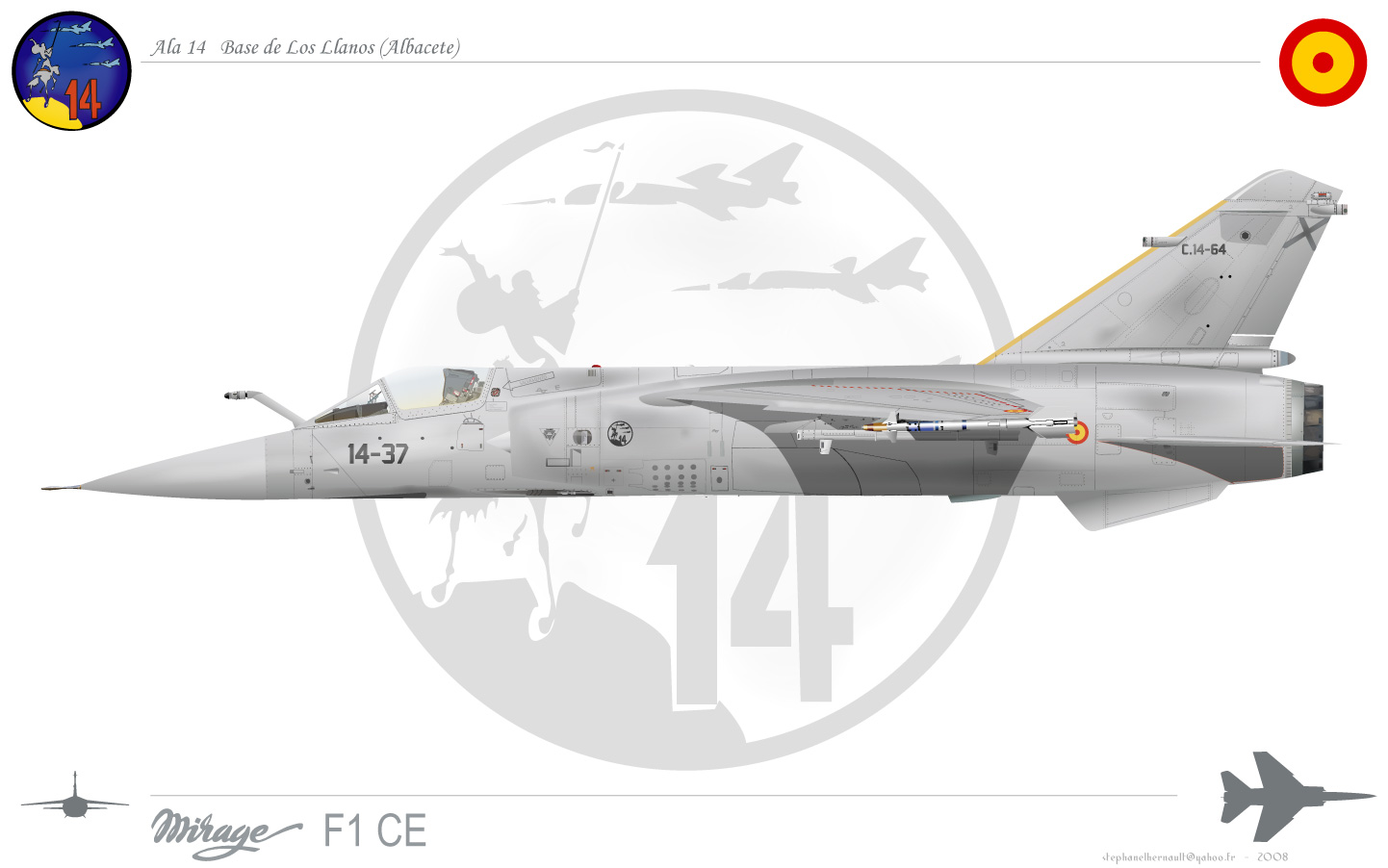
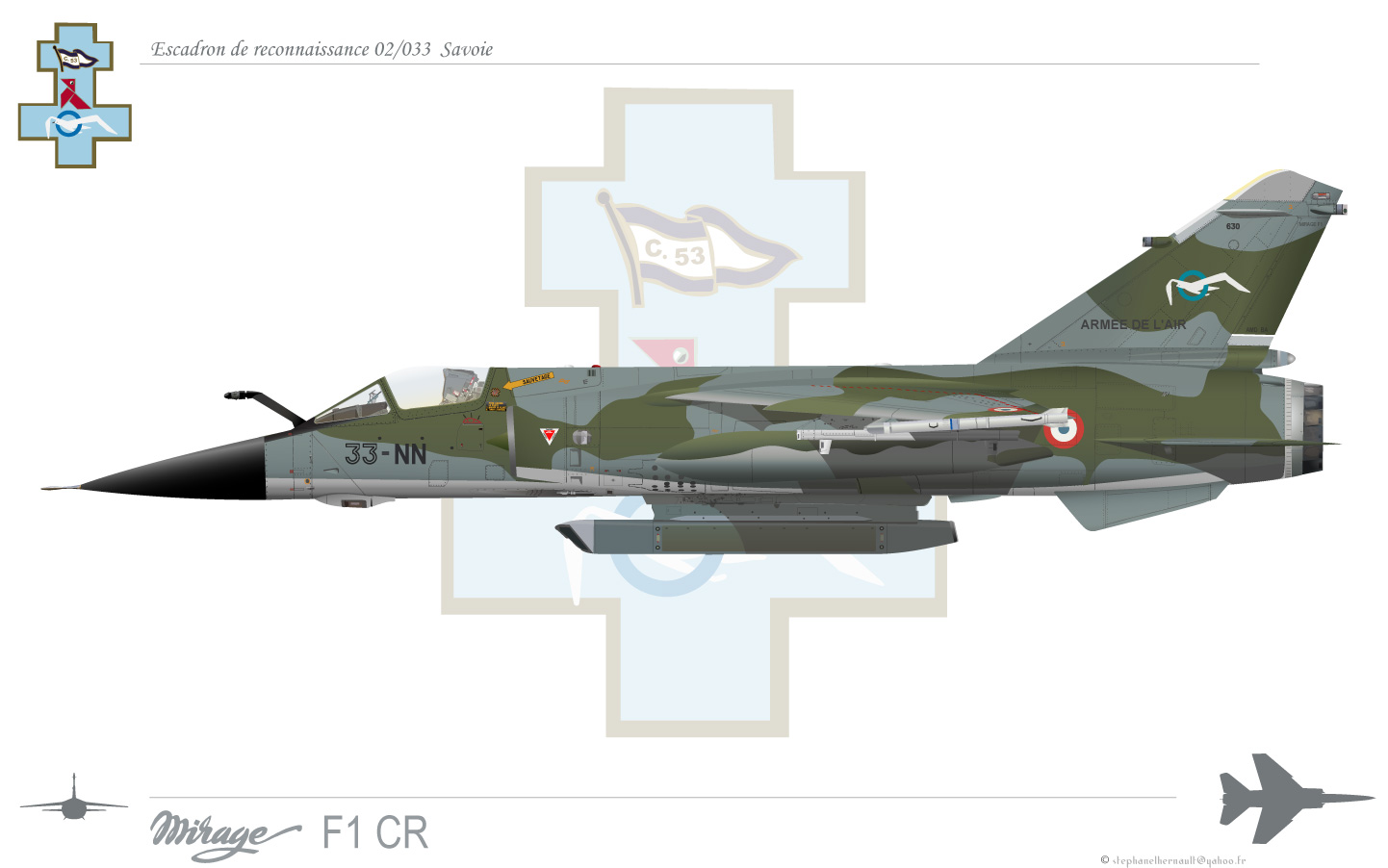
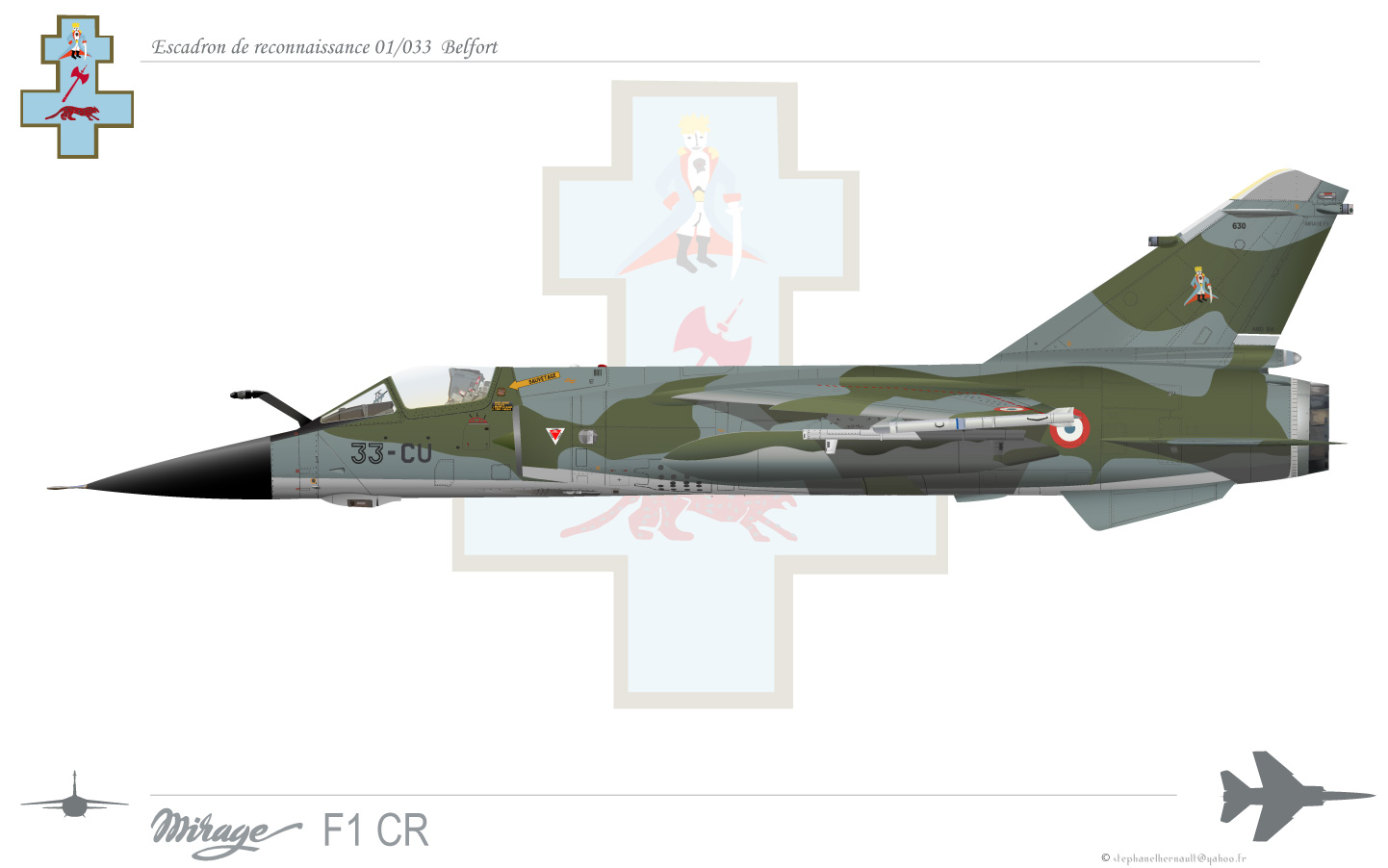
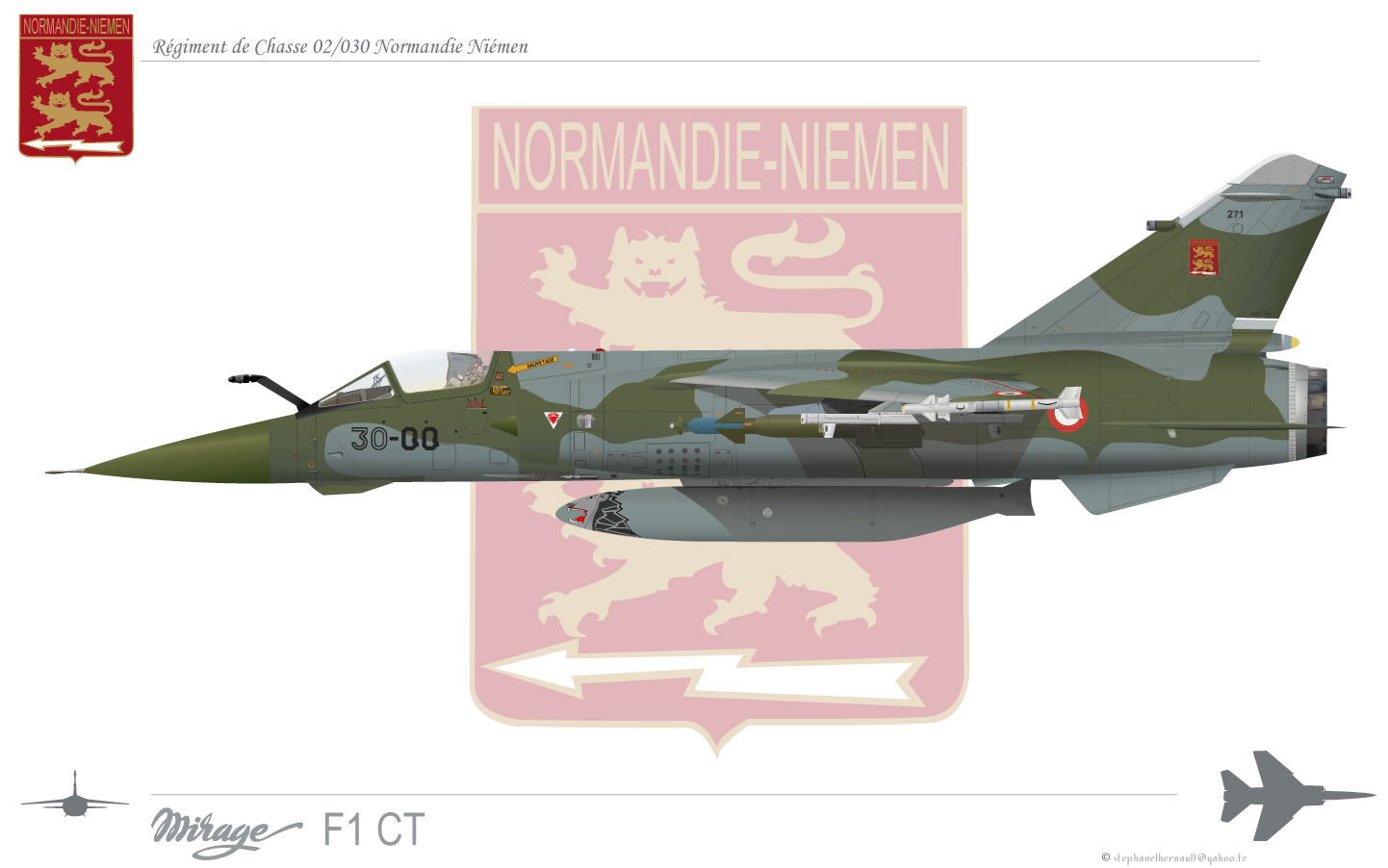
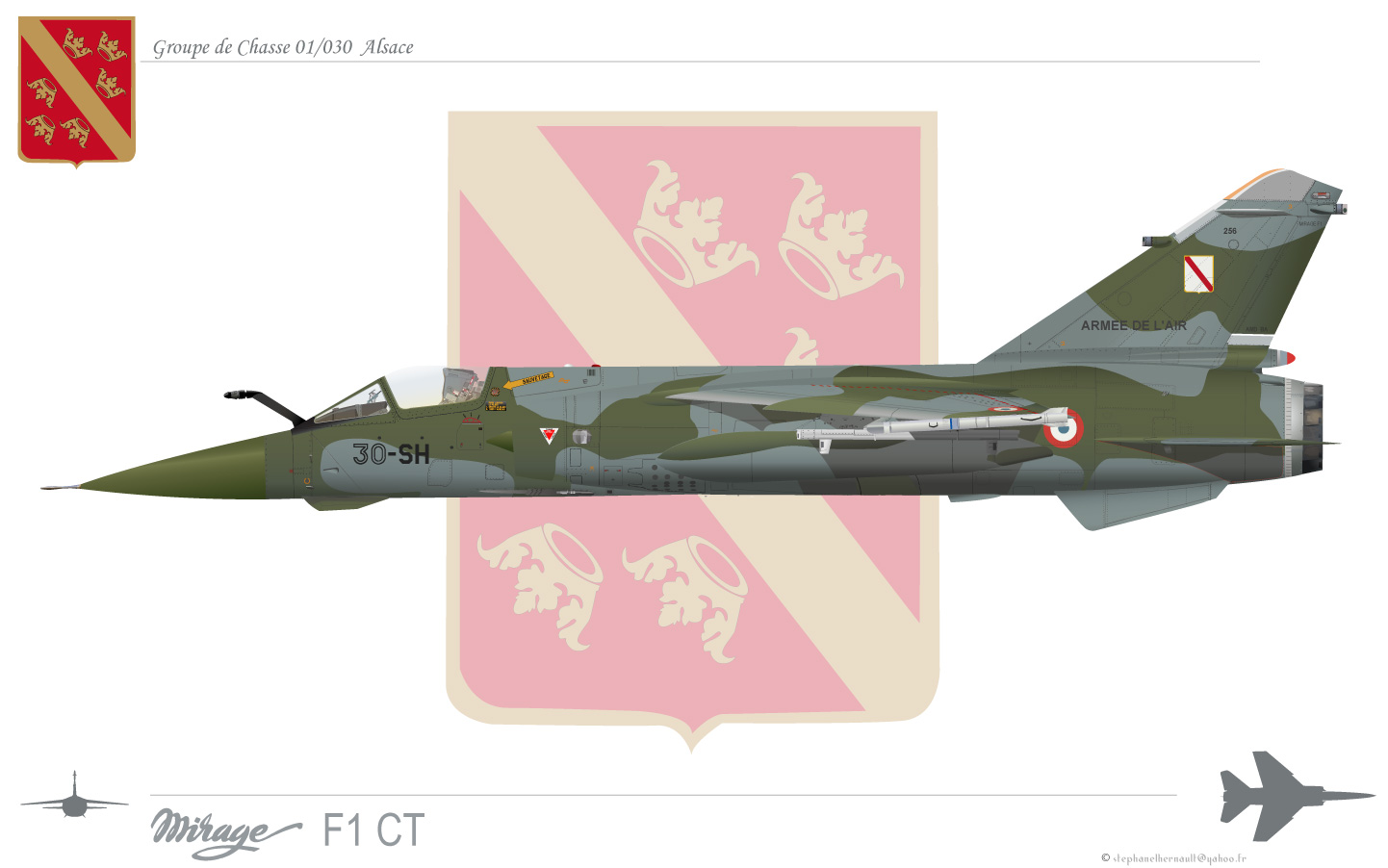
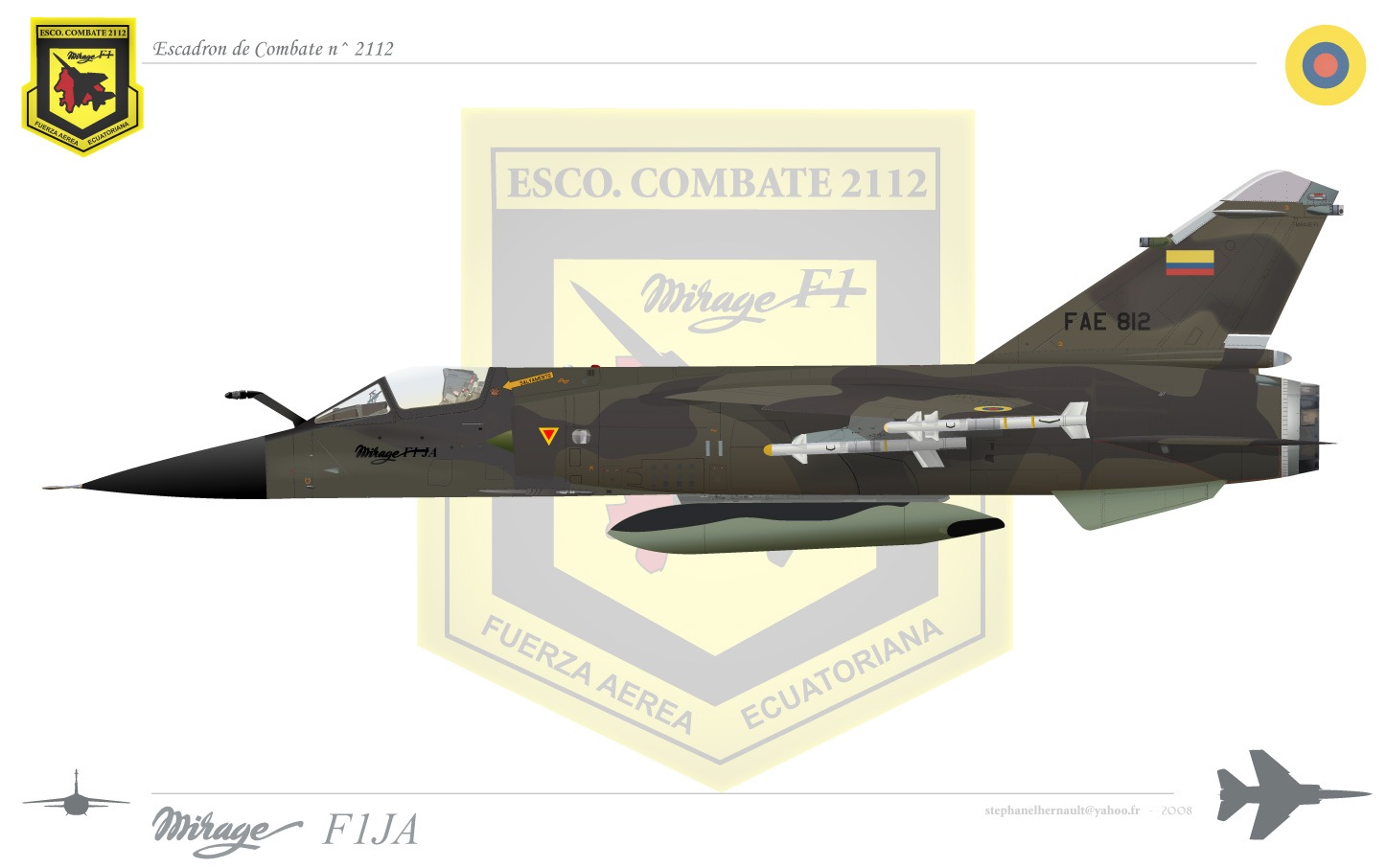

## Utilizzatori
La Dassault ha descritto il suo nuovo caccia come un grande miglioramento rispetto al Mirage III, con un tempo di volo supersonico ben 3 volte superiore, una manovrabilità aumentata dell'80% e una corsa di decollo ridotta. Molti clienti si sono fatti convincere e sono stati prodotti complessivamente più di 720 aerei (di cui 473 per l'esportazione), in genere una quarantina per un paio di squadroni.

Dassault Mirage F1 è stato utilizzato da 14 forze aeree, attualmente è in uso da 4 forze aeree.

### Civili
Stati Uniti
- Draken International

19 esemplari ex Ejército del Aire, che verranno utilizzati nel ruolo DACT (Dissimilar air combat training). Ulteriori 20 esemplari (14 Mirage F-1EJ monoposto, 10 Mirage F-1CJ e 1 Mirage F-1D biposto) ex Royal Jordanian Air Force acquistati nel 2020, consegnati nel 2021, con registrazione civile ricevuta ad ottobre 2022.
- ATAC

63 esemplari (38 tra Mirage F1CT e Mirage F1CR e 7 Mirage F1B) ex Armée de l'air, 45 dei quali sono stati aggiornati e verranno utilizzati nel ruolo DACT (Dissimilar air combat training) mentre gli aerei non aggiornati saranno utilizzati come fonti di parti di ricambio. Insieme agli aerei sono stati consegnsti 150 motori e migliaia di pezzi di ricambio. Un biposto Mirage F1B ha avuto un incidente il 26 febbraio 2021.

### Militari

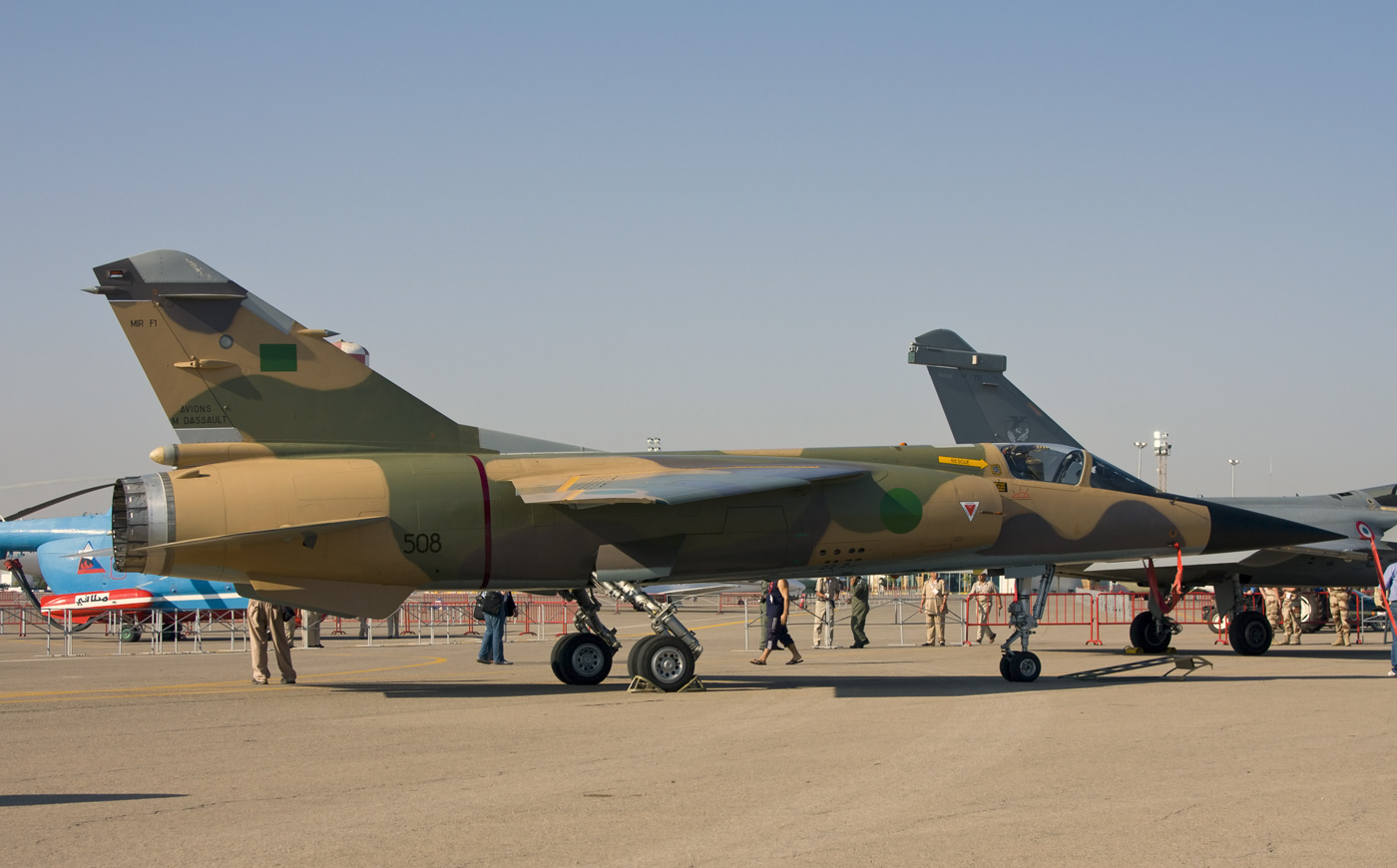
Mirage F1ED, Al-Quwwat al-Jawwiyya al-Libiyya.

Rep. del Congo
- Armée de l'Air du Congo

2 Mirage F1AZ consegnati e in servizio al settembre 2018.
 Gabon
- Armée de l'air Gabonaise

8 Mirage F1 ex SAAF consegnati. Fonti riferiscono che solo 2 esemplari siano in condizioni di volare.
 Iran

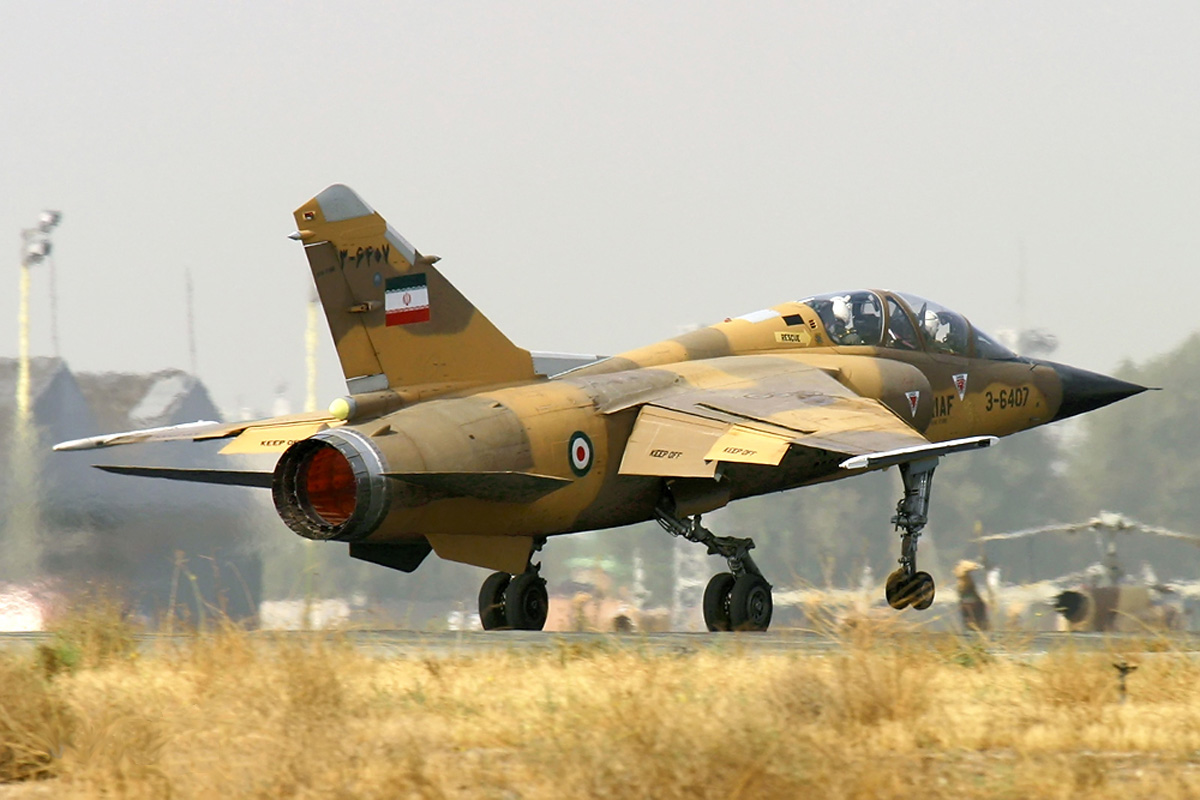
Mirage F1BQ, IRIAF.

- Niru-ye Havayi-ye Artesh-e Jomhuri-ye Eslami-e Iran

24 tra F1EQ e F1BQ iracheni confiscati nel 1991.
 Libia
- Al-Quwwat al-Jawwiyya al-Libiyya

16 Mirage F1 AD, 16 F1 ED e 6 F1BD ordinati.
 Marocco
- Al-Quwwat al-Jawwiyya al-Malikiyya al-Maghribiyya

50 esemplari (30 F1CH, 14 F1EH, 6 F1EH-200S) acquisiti dal 1978. Nel 2006, 27 furono aggiornati come F1-M2000, e a tutto il 2018 ne risultano in carico 23 in quanto uno è andato distrutto il 17 agosto 2015 ed uno a gennaio 2019. Nel 2013 sono stati consegnati 3 biposto F1B ex Armée de l'air, per la conversione operativa.

### Ex utilizzatori

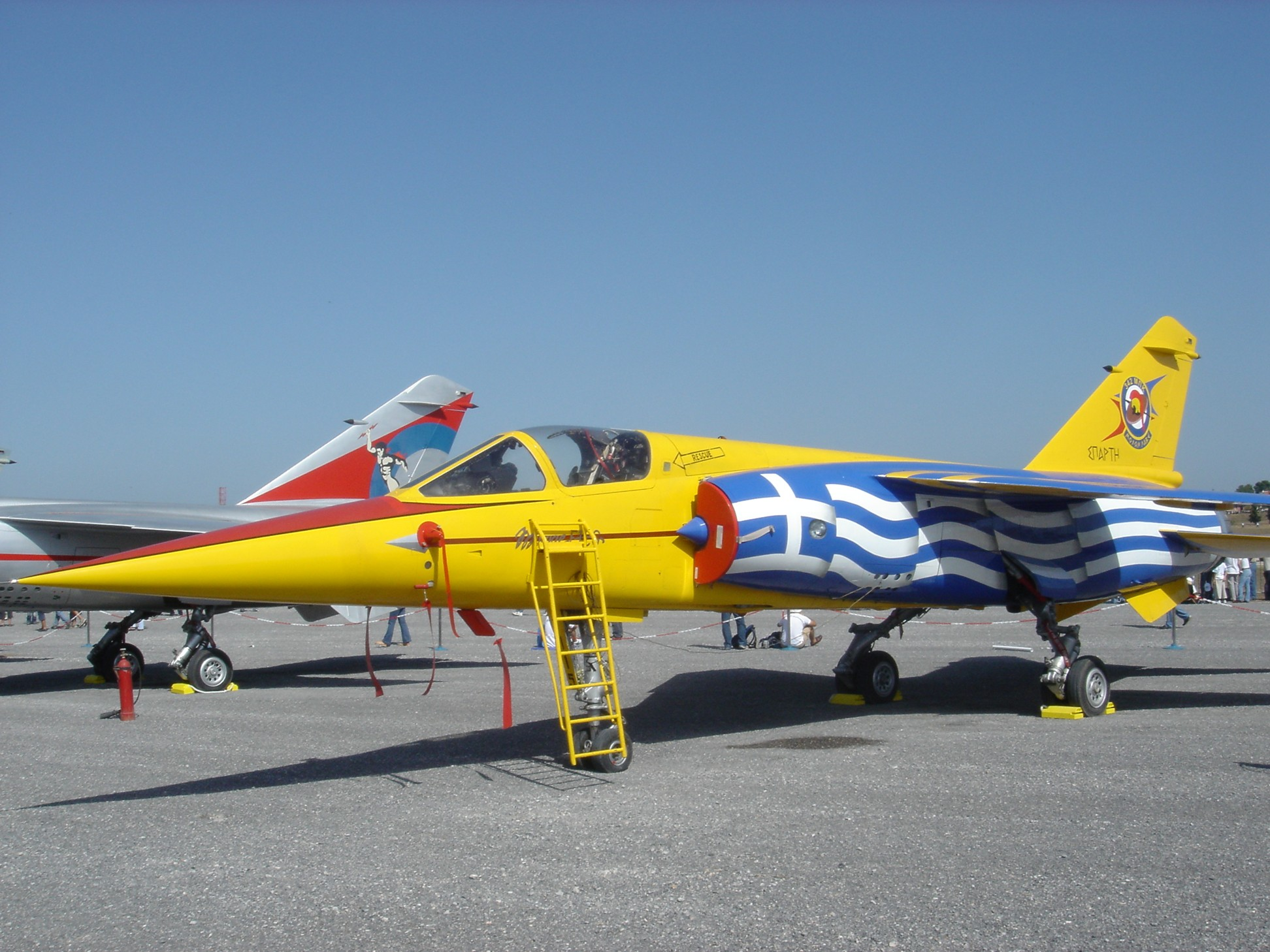
Dassault Mirage F-1CG, Polemikí Aeroporía.

Ecuador
- Fuerza Aérea Ecuatoriana

16 F1JA e 2 F1JE consegnati.
 Francia
- Armée de l'air

246 aerei (162 F1C, 64 F1CR e 20 F1B) sostituiti dai Dassault Mirage 2000 e dismessi 13 giugno 2014
 Giordania
- Al-Quwwat al-Jawwiyya al-malikiyya al-Urdunniyya

17 F1CJ, 17 F1EJ e 2 F1BJ consegnati. 20 esemplari (14 Mirage F-1EJ monoposto, 10 Mirage F-1CJ e 1 Mirage F-1BJ biposto) ceduti alla società statunitense Draken International nel 2020, consegnati nel 2021, con registrazione civile ricevuta ad ottobre 2022.
 Grecia
- Polemikí Aeroporía

40 Mirage F1CG ricevuti nel 1975 e ritirati nel 2003.
 Iraq
- Al-Quwwat al-Jawwiyya al-'Iraqiyya

86 F1EQ e 15 F1BQ ricevuti tra l'aprile 1981 e l'agosto 1988.
 Kuwait
- Al-Quwwat al-Jawwiyya al-Kuwaytiyya

27 F1CK e 6 F1BK consegnati a partire dal 1977 e ritirati dopo la Guerra del Golfo nel 1991 (1990-1991)
 Qatar
- Qatar Emiri Air Force

12 Mirage F1 EDA e 3 Mirage F1 DDA ordinati nel 1980, con consegne a partire dal 1983. 11 F1 EDA e 2 F1 DDA rivenduti alla Spagna nel 1994.
 Spagna
- Ejército del Aire

41 F1CE, 22 F1EE nuovi, 6 F1BE più 17 esemplari (13 ex qatariotie 4 ex francesi) acquisiti negli anni novanta, tutti ritirati nel 2013. 22 esemplari sono stati ceduti alla società privata Draken International, che li utilizzerà nel ruolo di aggressor.
 Sudafrica
- Suid-Afrikaanse Lugmag

16 F-1CZ ordinati nel 1974 (in servizio dal 1975 al 1992).
 32 Mirage F-1AZ ordinati nel 1974 (in servizio dal 1975 al 1997). 6 F1AZ furono ceduti all'Aeronautica del Gabon.